# Архітектура бароко
Архітектура баро́ко — це напрям у європейському мистецтві, який виник у XVI столітті. До кінця XVIII століття стиль бароко був панівним. Бароко (як стиль) охопило всі види мистецтва, але найяскравіше відбилося в живописі, театрі (і пов'язаній з ними літературі), музиці, архітектурі. Серед характерних особливостей бароко в архітектурі: просторовий розмах та плавність споруди, поєднання криволінійних форм, злиття об'ємів у динамічну масу. Часто зустрічаються куполи, які набувають складних форм та є багатоярусними.

## Джерела архітектури бароко

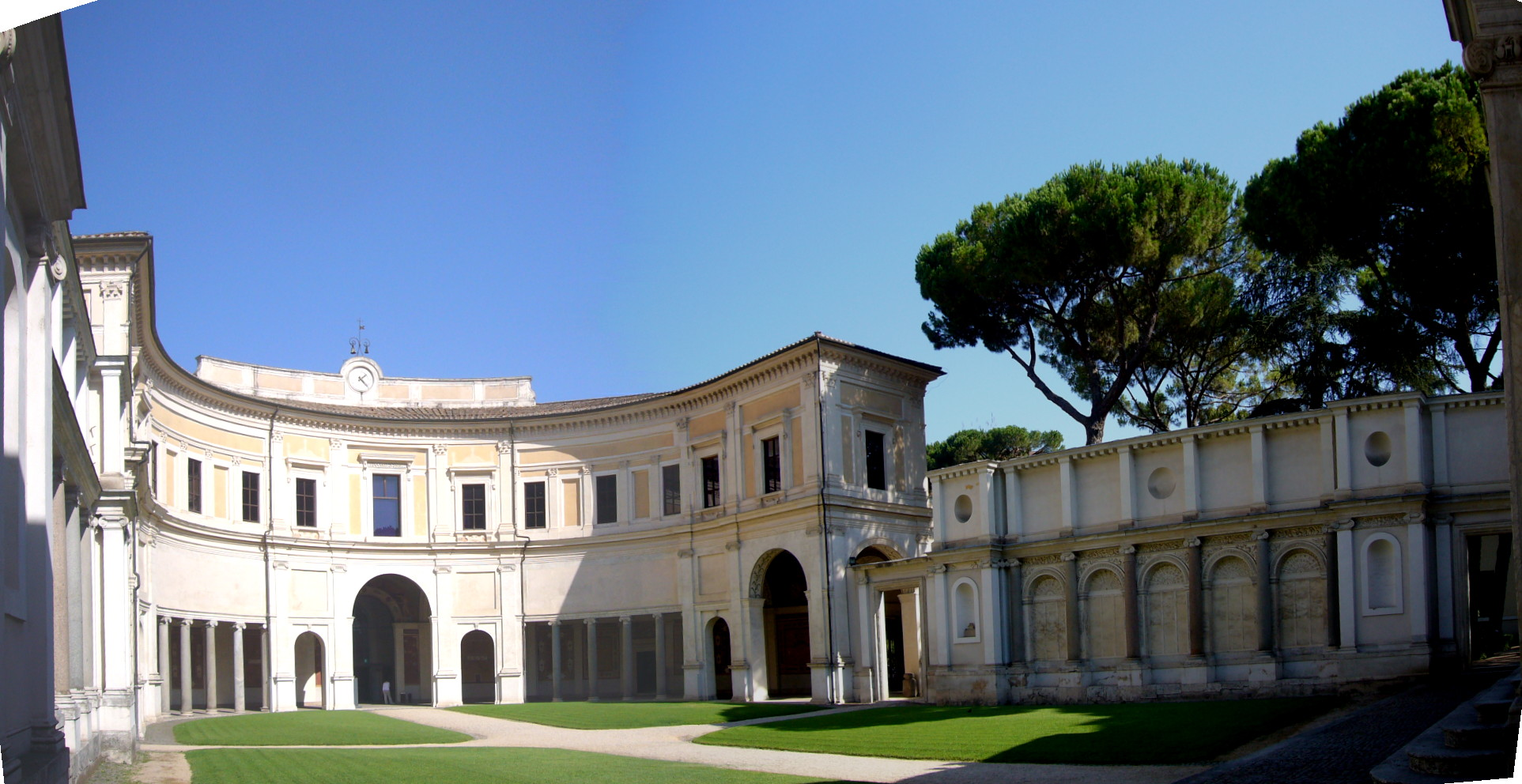
Архітектор Віньола: перший двір вілли Джулія в Римі

## Ознаки стилю

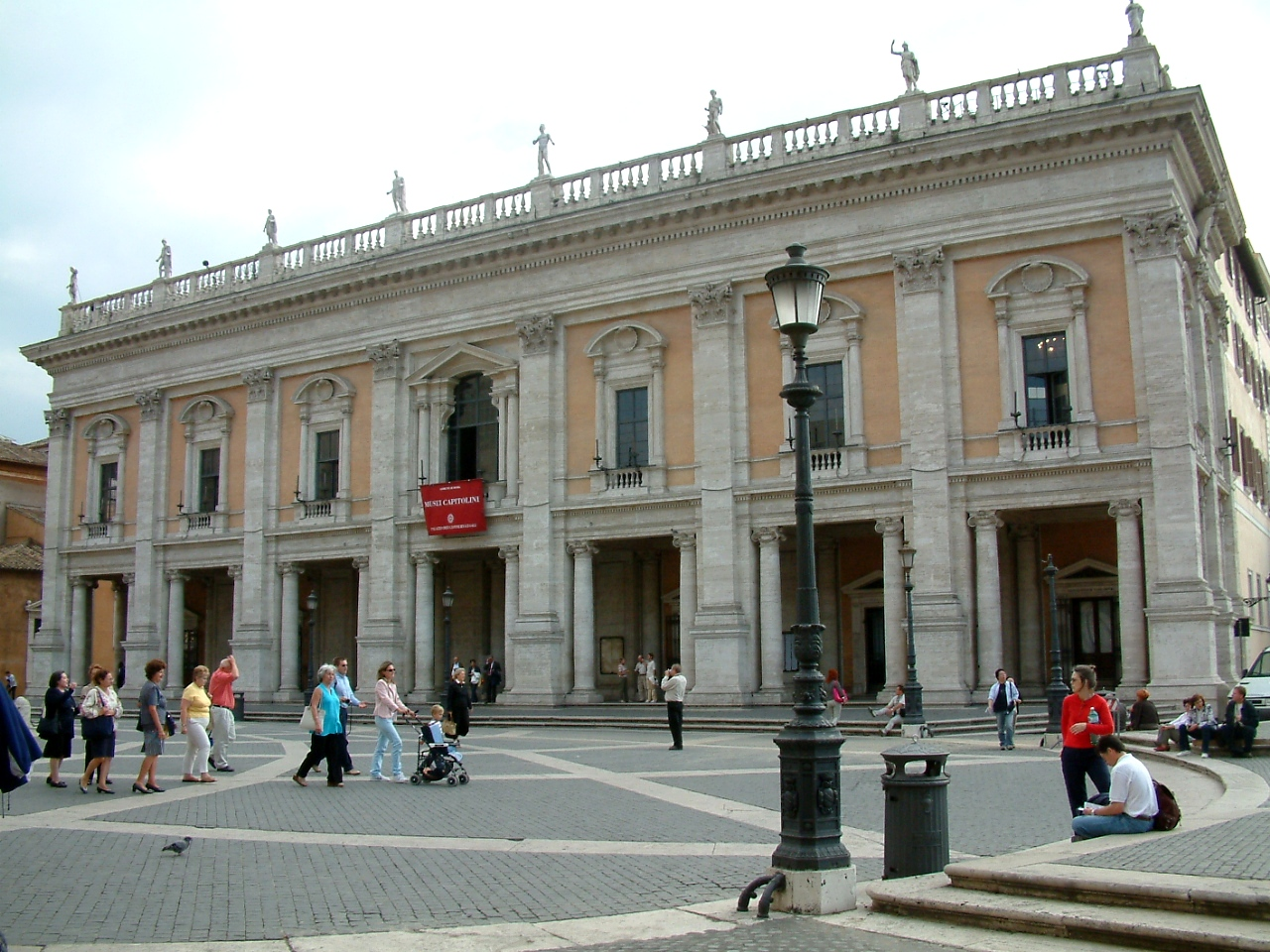
Палаццо дей-Консерваторі (проєкт Мікеланджело Буонаротті)

План двох фасадів доби бароко

## Маньєризм і бароко

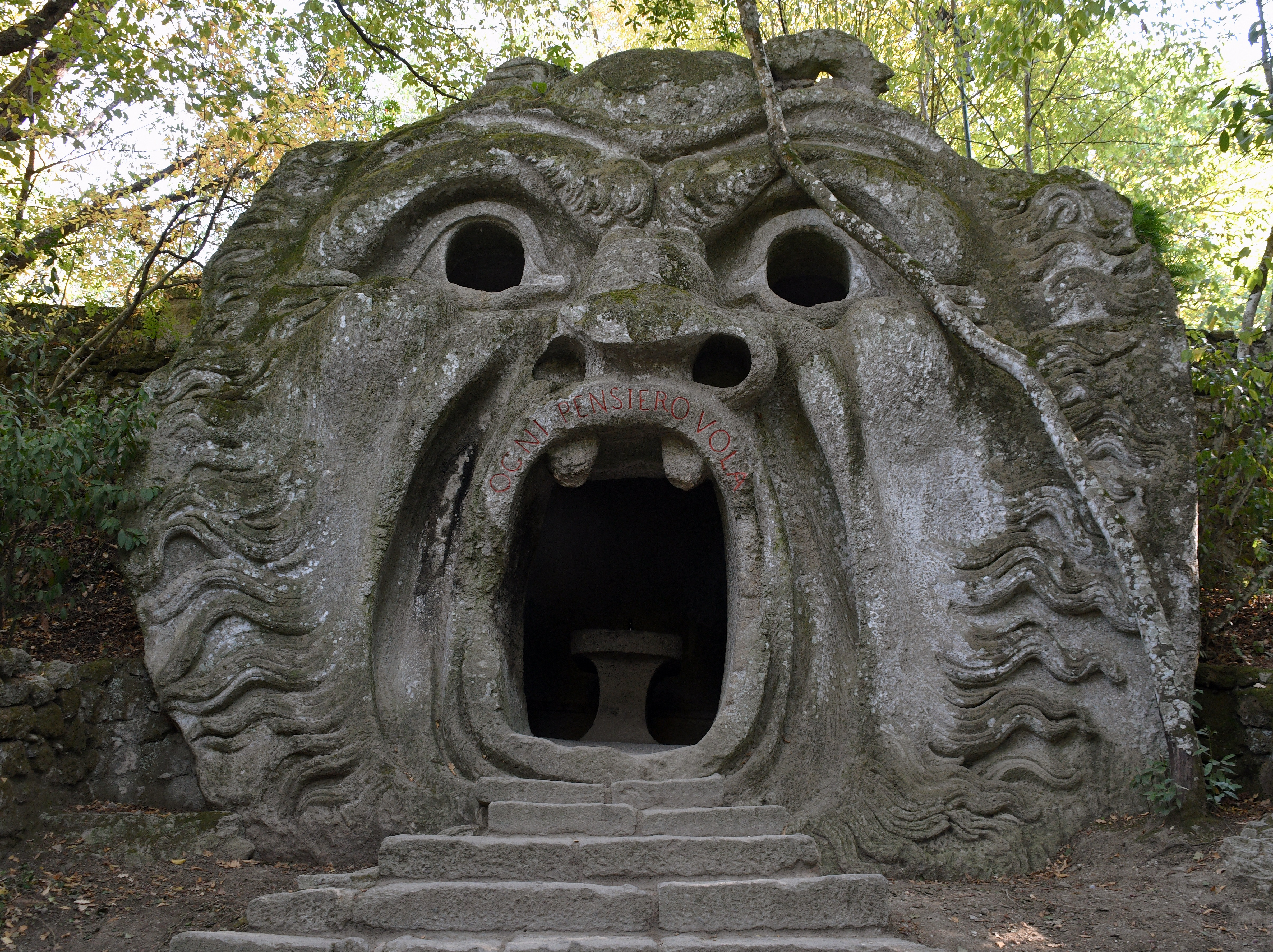
Сад монстрів у містечку Бомарцо, доба маньєризму, Італія

## Архітектура Розвиненого бароко в Італії

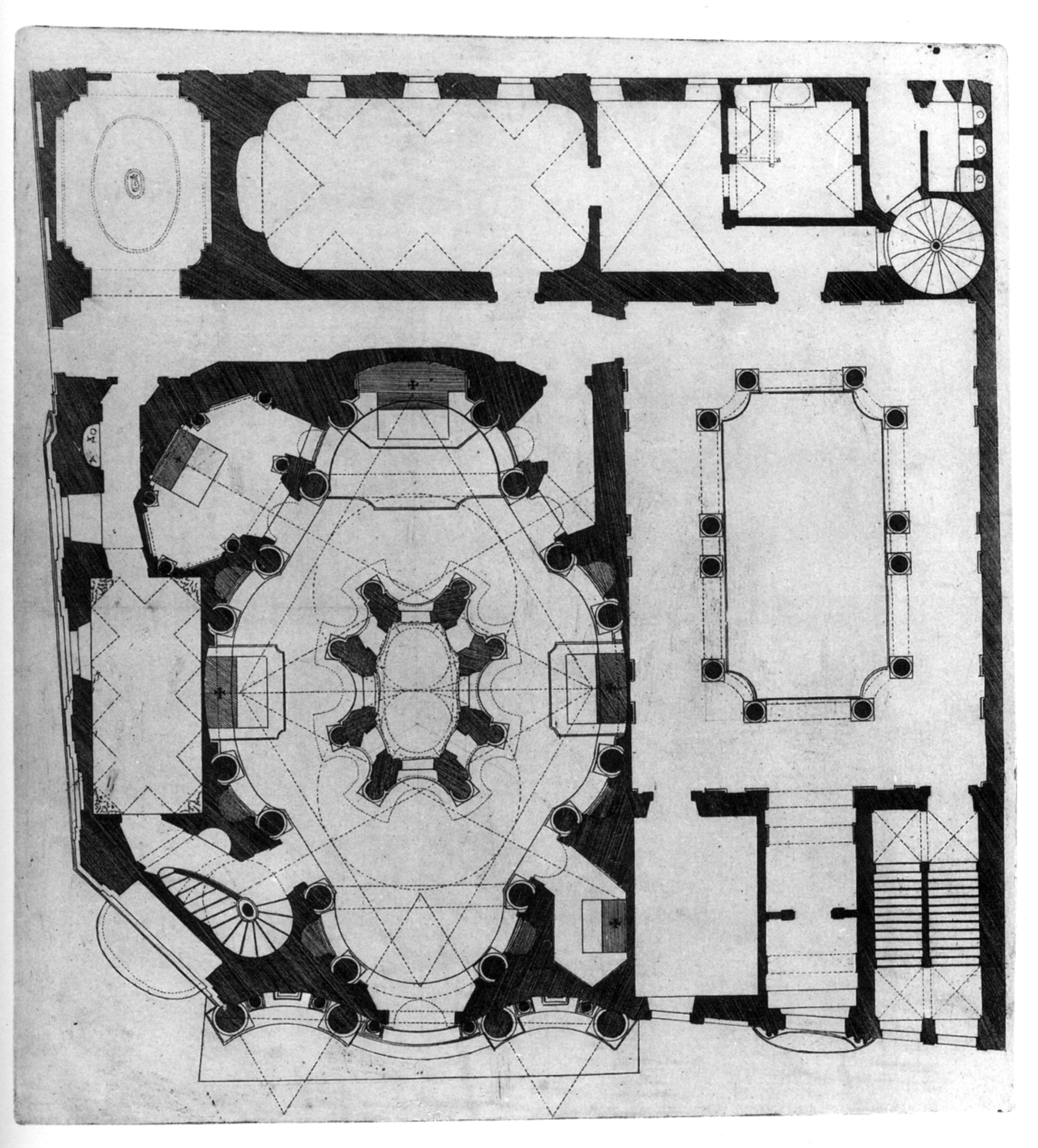
Борроміні. План церкви Св. Карла у чотирьох фонтанів
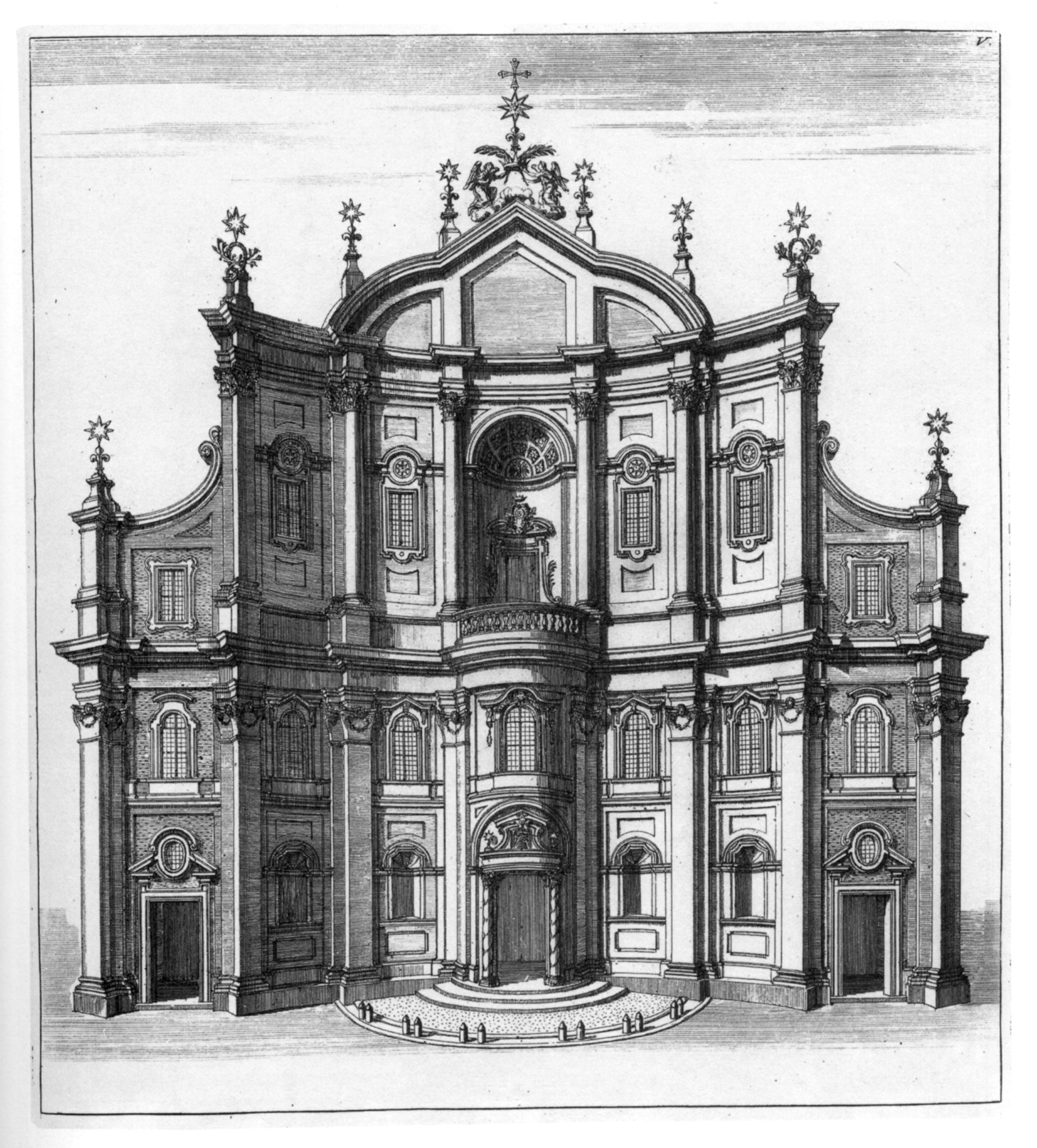
Борроміні. Ораторія ченців філіпінців, Рим
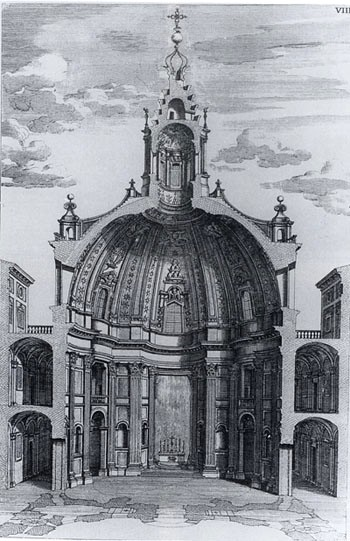
Борроміні, розріз церкви Сан Іво в університеті Риму

## Ювара та його бароко

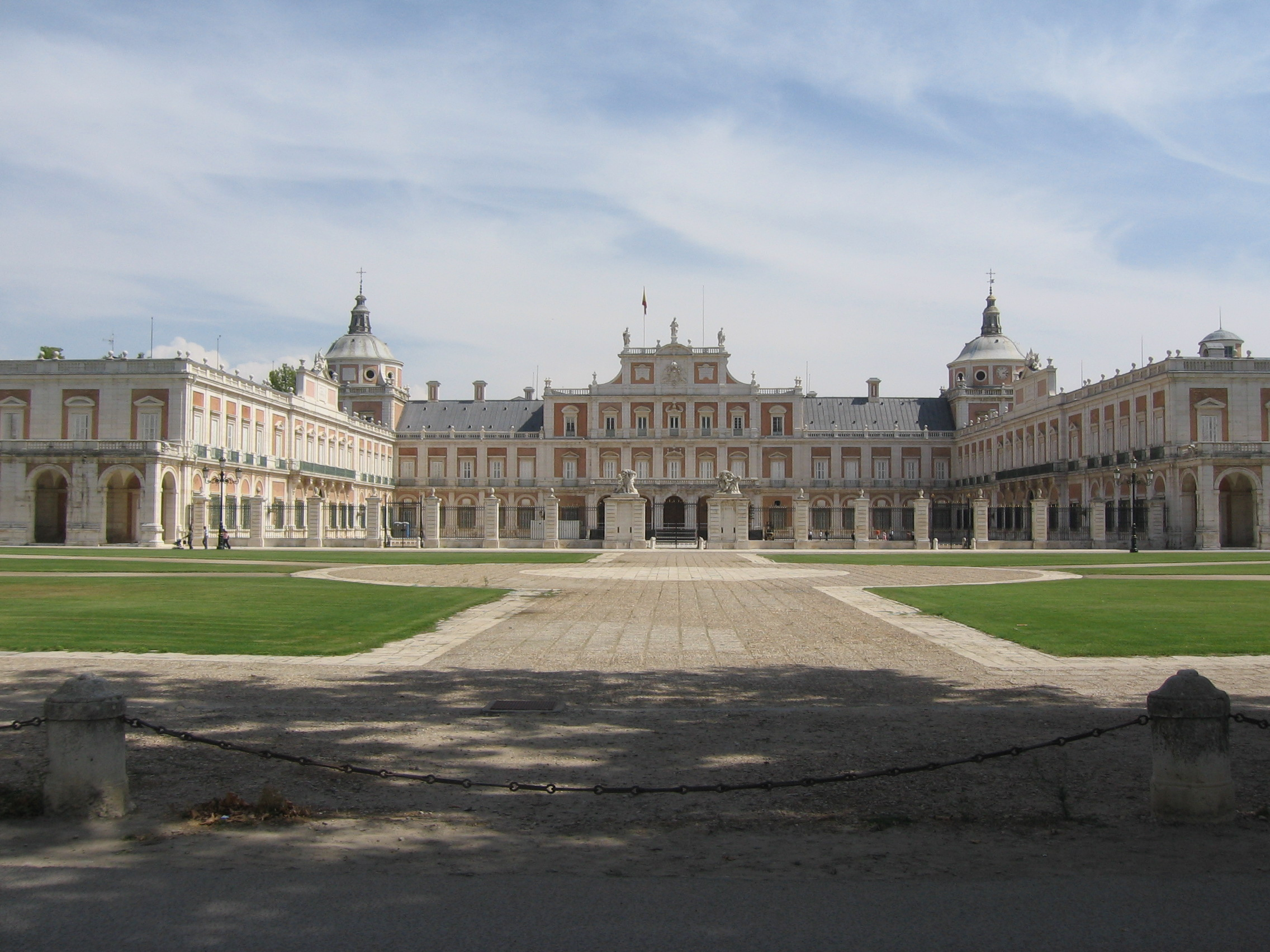
Палац Аранхуес,Іспанія.
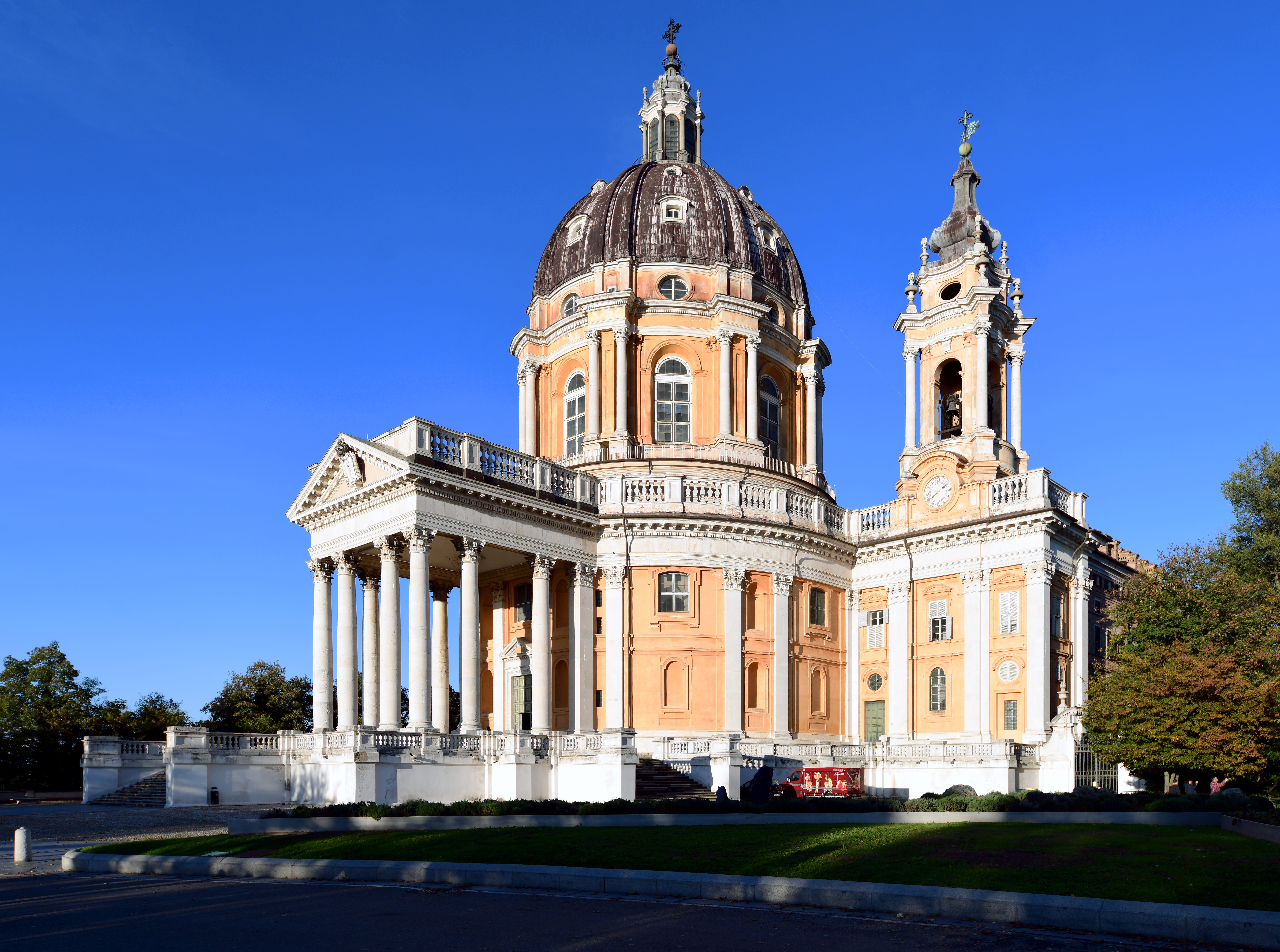
Турин, базиліка ді Суперга,Італія
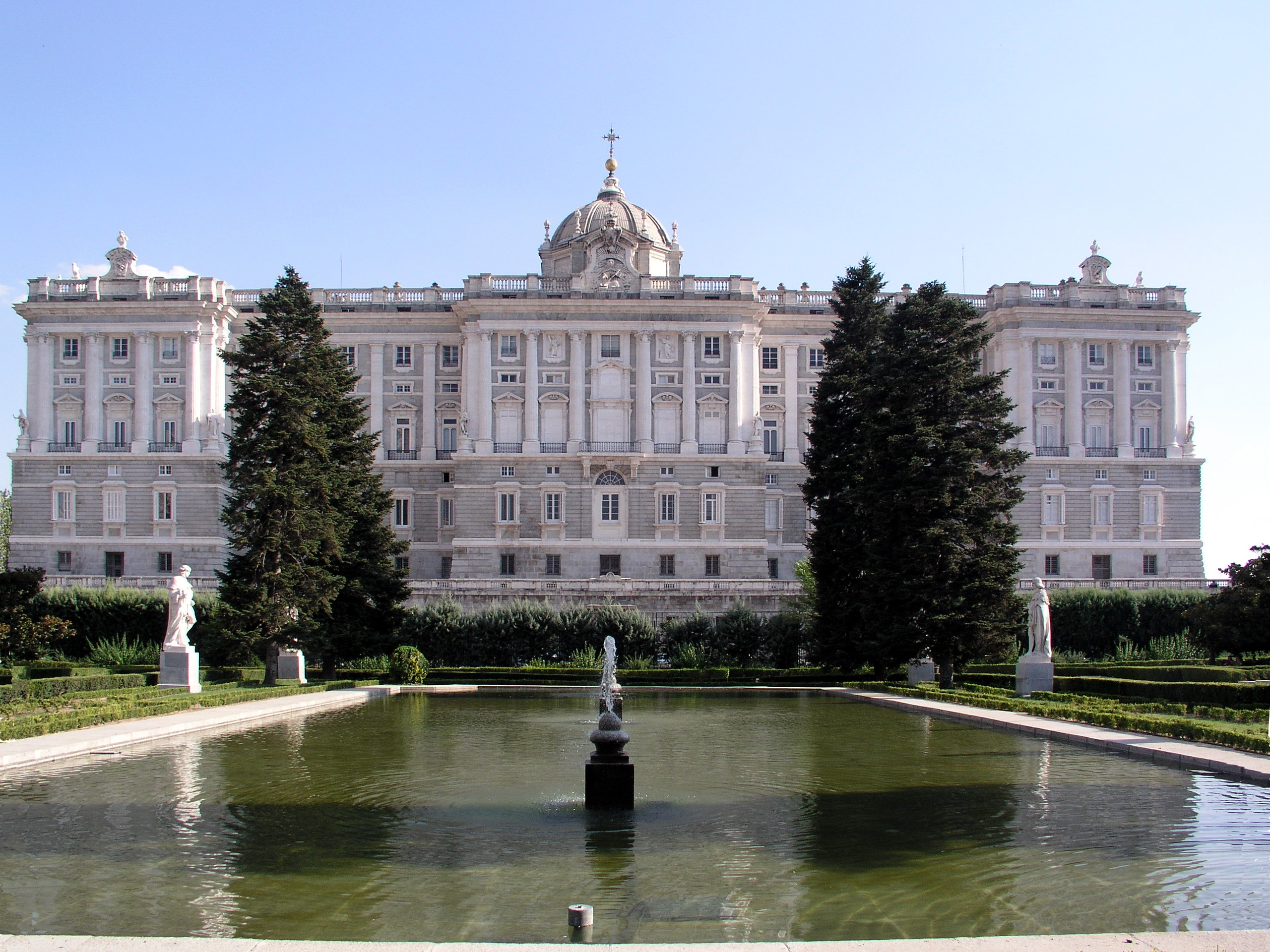
Мадрид, палац Орьєнте
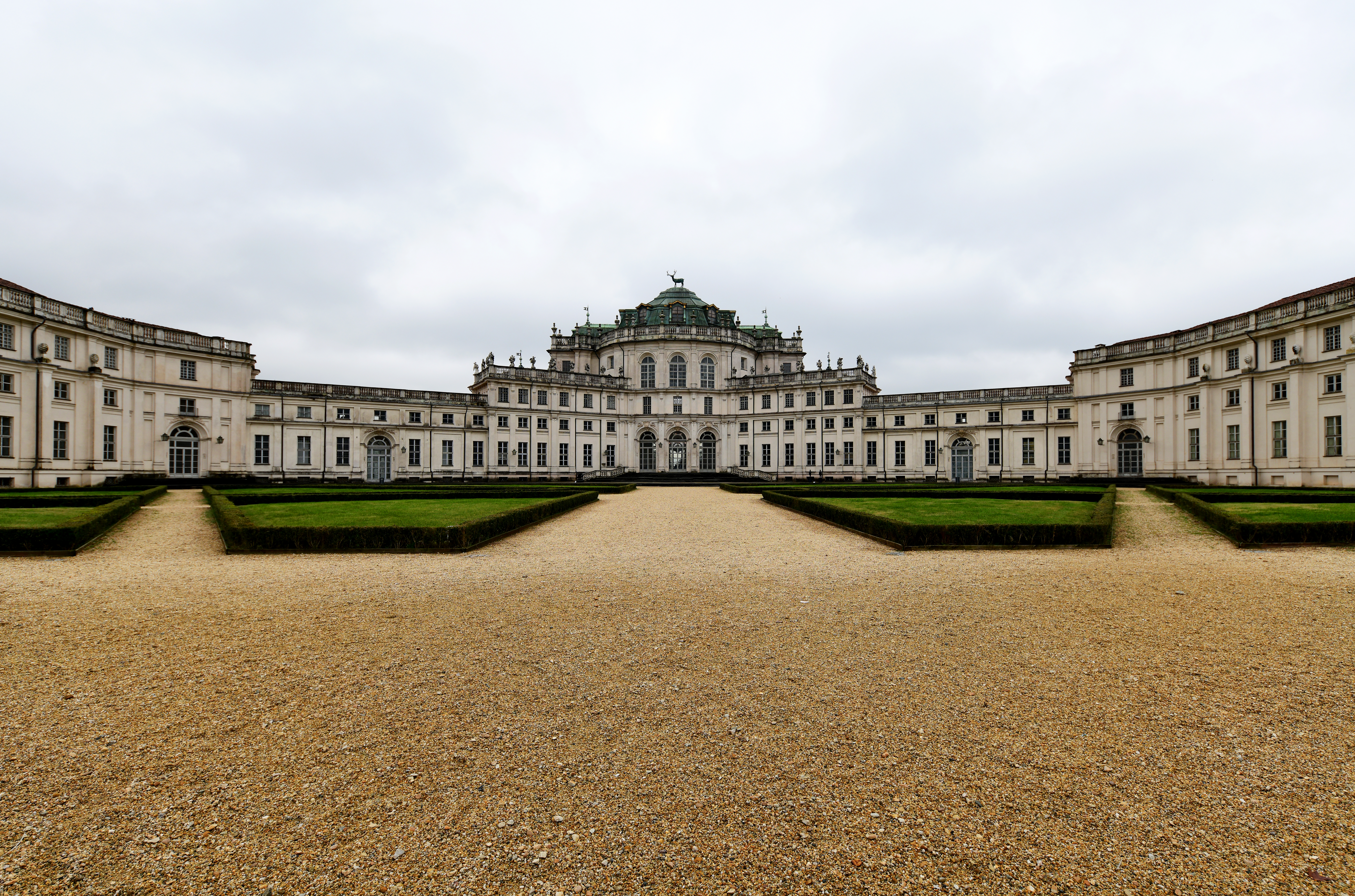
Турин, Італія, мисливський замок Ступініджі біля Турину

## Бароко Австрії

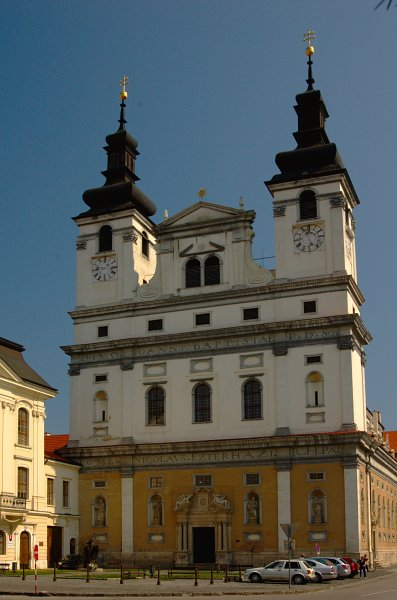
Ранньобароковий костел св. Іоанна Хрестителя, Трнава, Словаччина
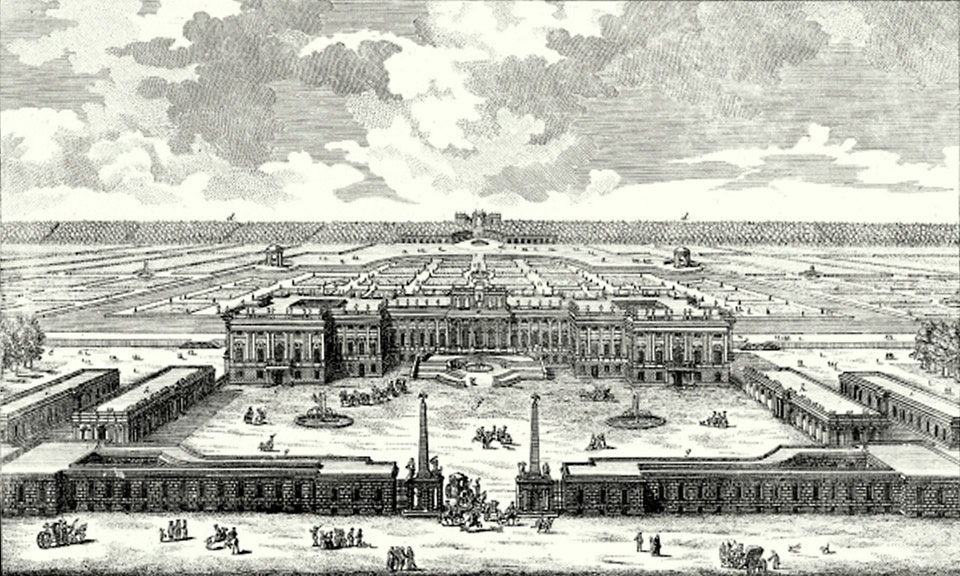
Палац Шенбрунн, гравюра
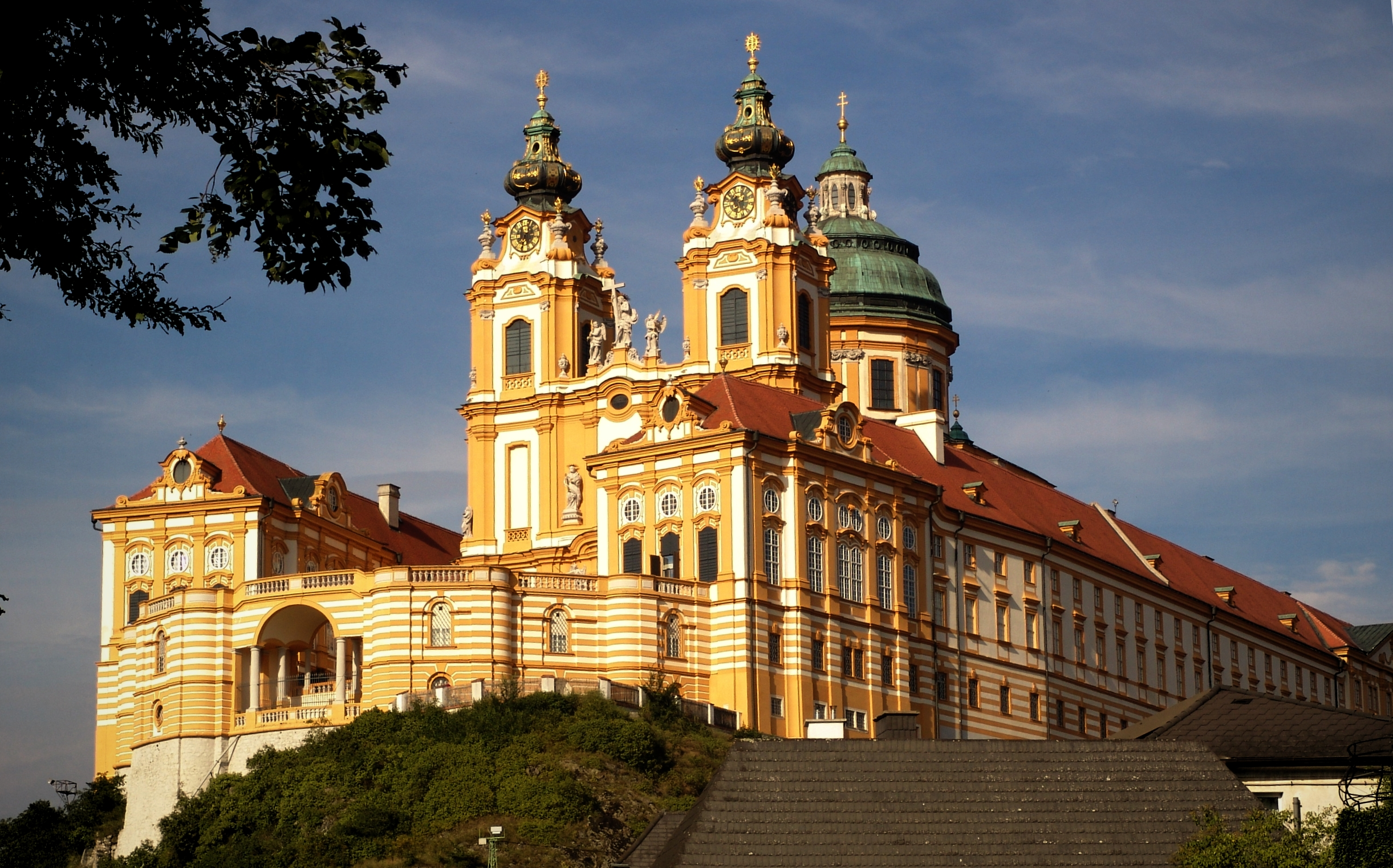
Монастир в Мельку
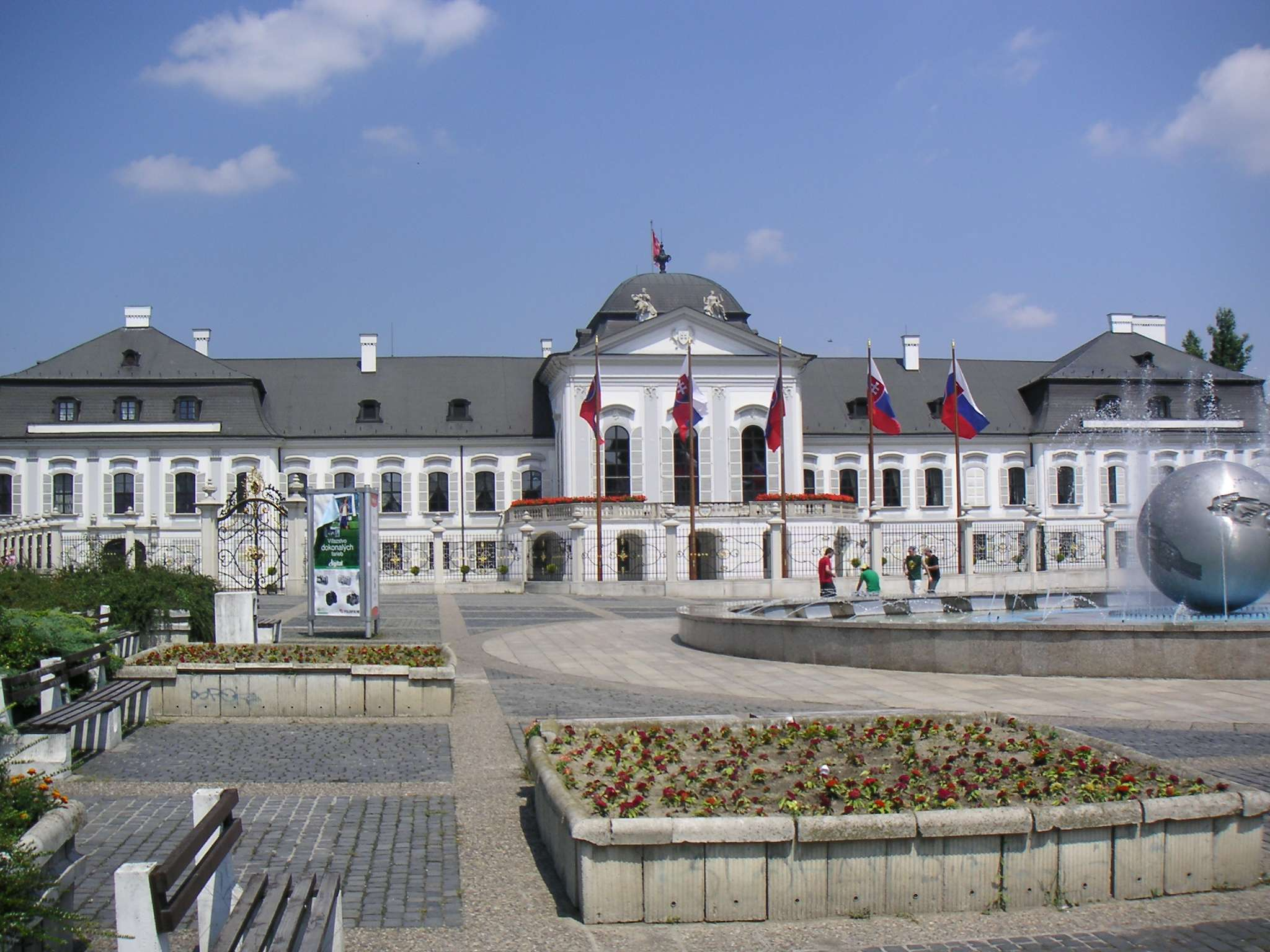
Палац Грассалковичів в Братиславі (нині резиденція президента Словаччини)

## Бароко Праги

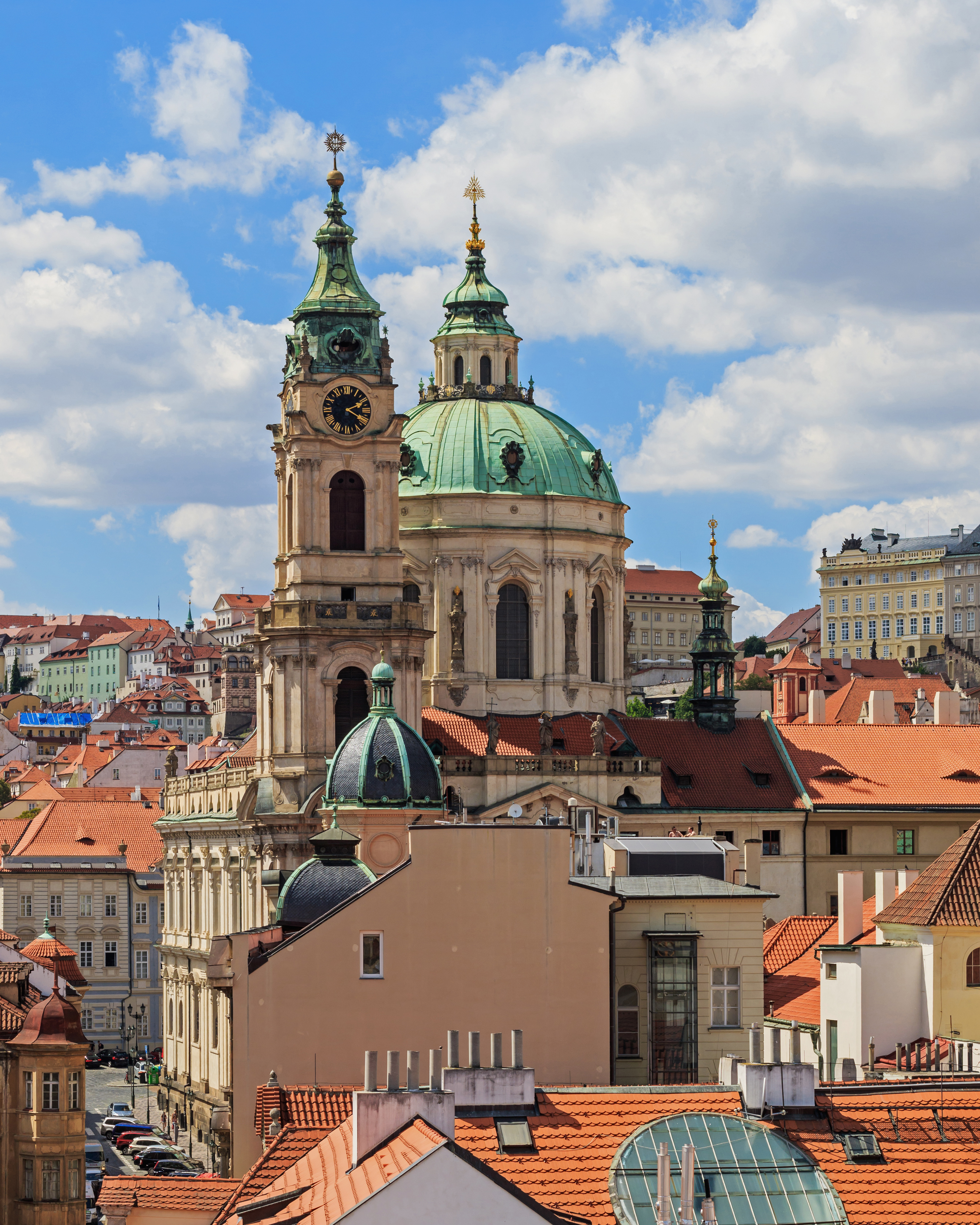
Батько і син Дінценгофери, церква Св.Микулаша, Прага.
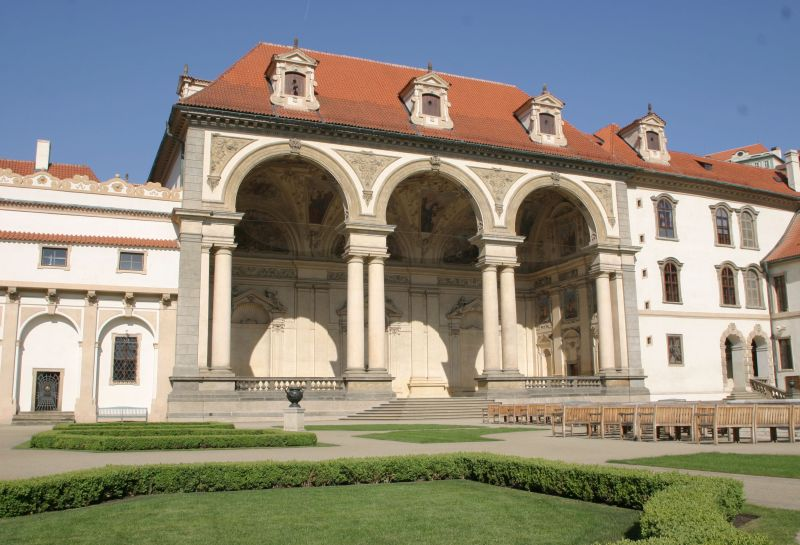
Валдштейнський палац, садовий фасад(Valdštejnský palác), Прага.
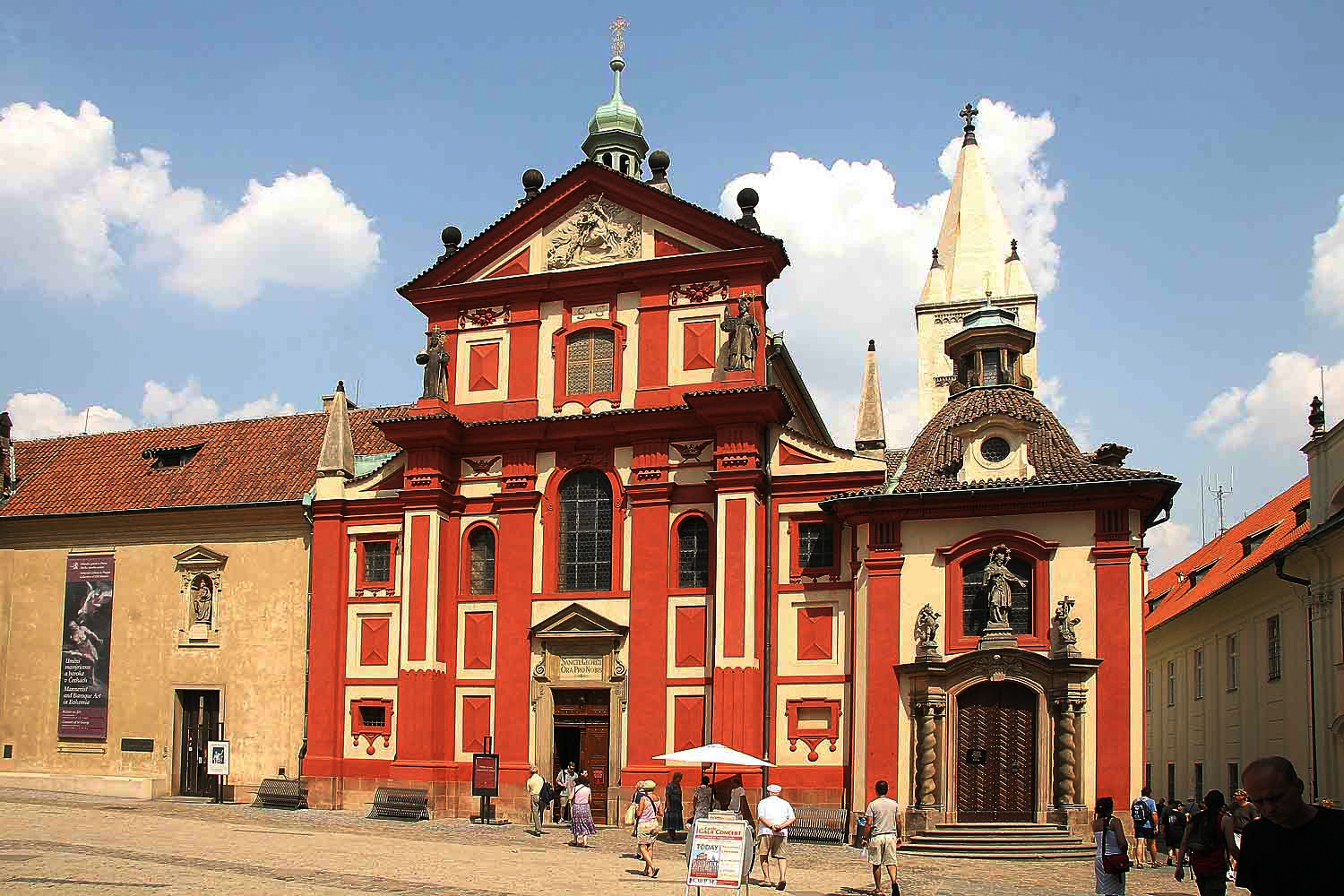
арх. Франческо Каратті, бароковий фасад базиліки Св. Георгія, Прага.
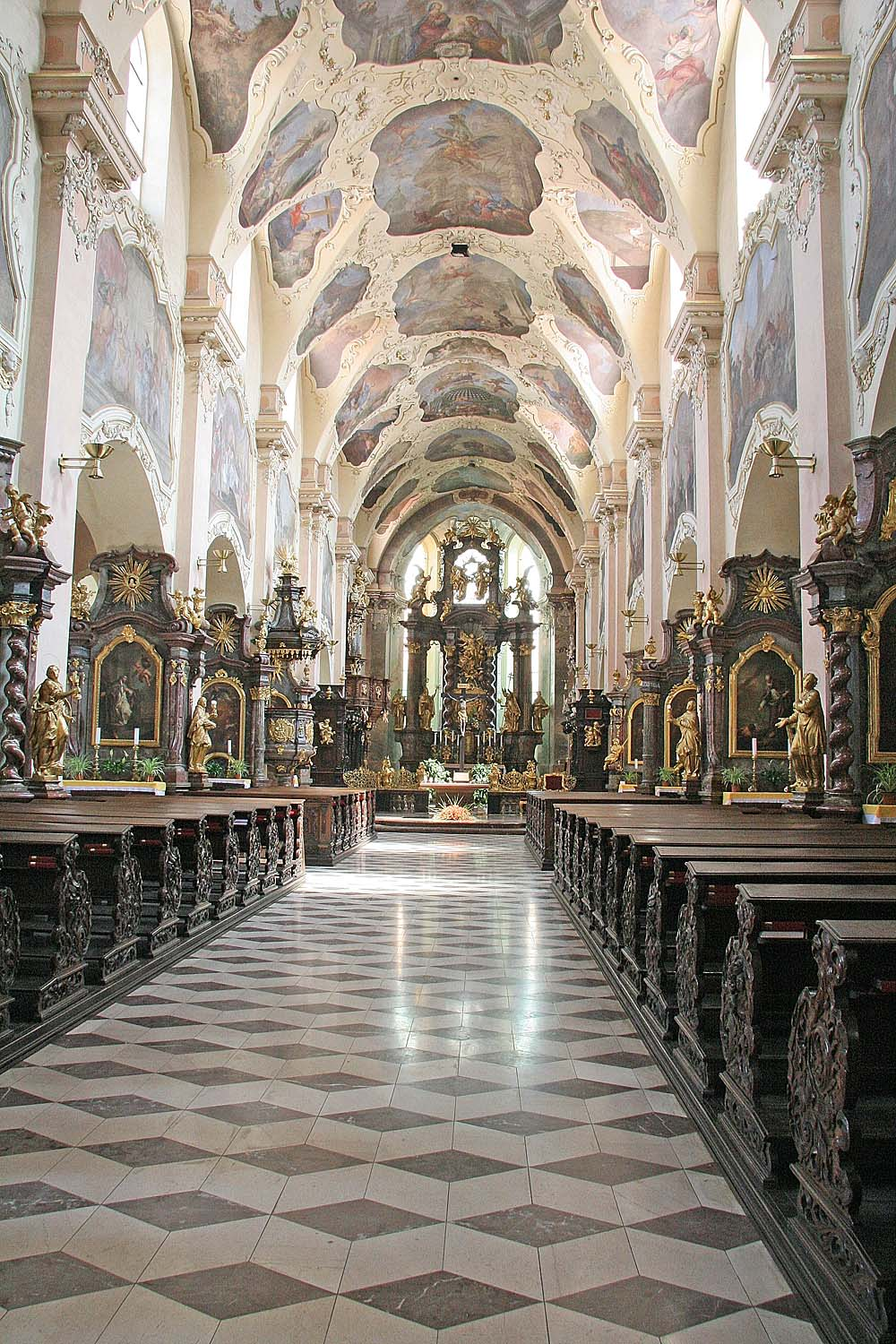
Костел Страговського монастиря,інтер'єр, Прага.

## Бароко і західноєвропейський театр

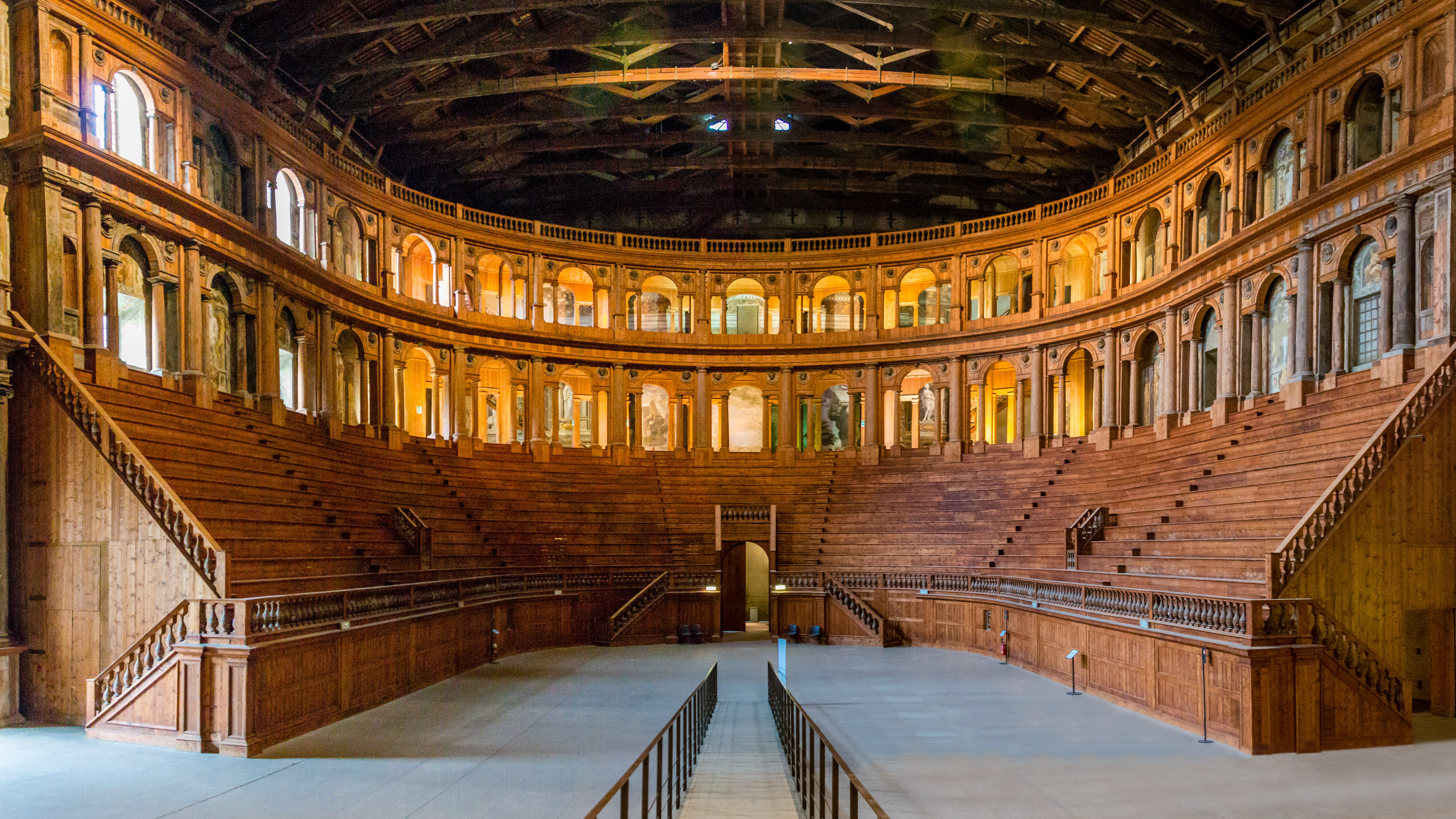
Театр Фарнезе в місті Парма, інтер'єр
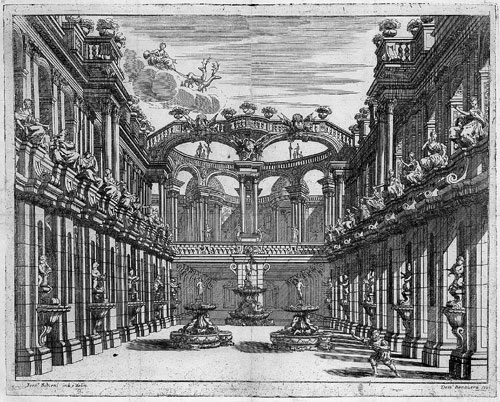
Театральний художник Фердинандо Бібієна, декорація
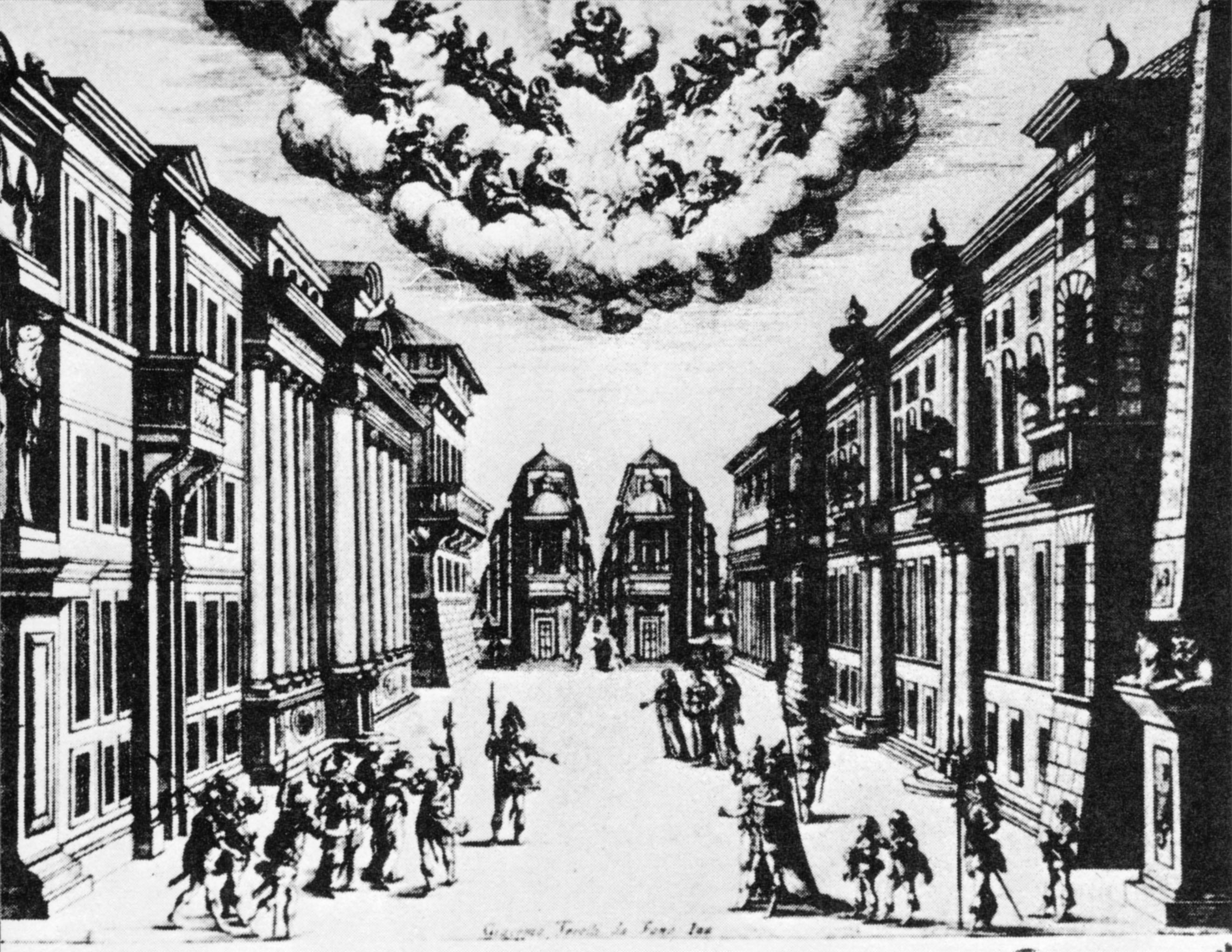
Джузеппе Тореллі. Театральна декорація до вистави « Притворні божевільні ». Париж, 1645 р., гравюра. Публічна бібліотека, Бостон.
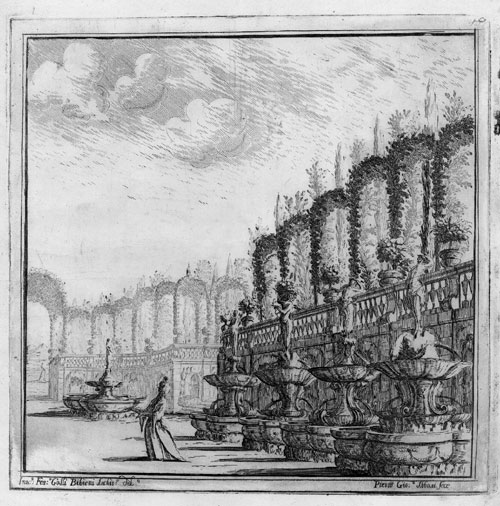
Фердінандо Бібієна, декорація Сад бароко

## Архітектура бароко Португалії

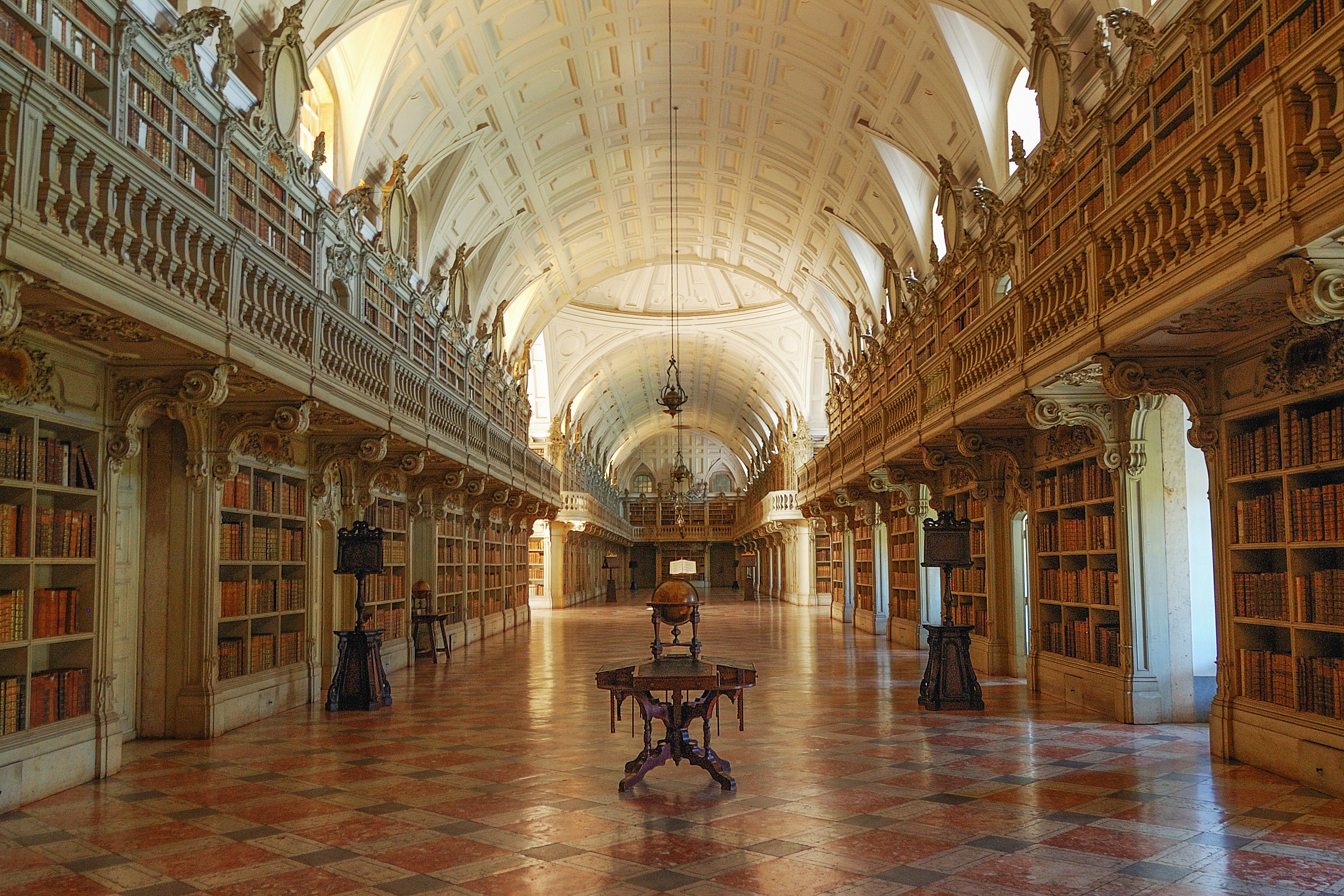
Бароковий інтер'єр бібліотеки монастиря в палаці Мафра
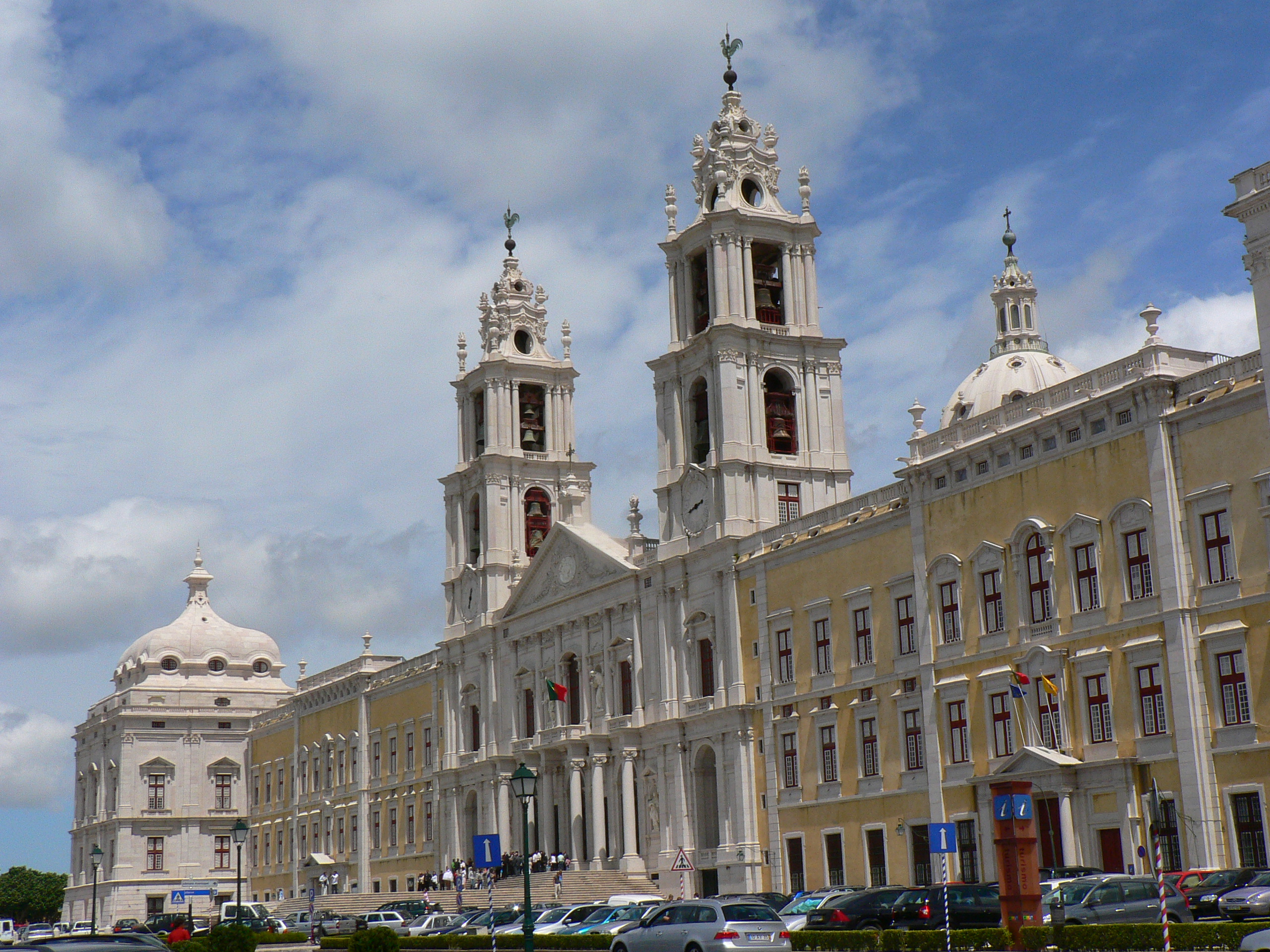
Національний палац Мафра, головний фасад
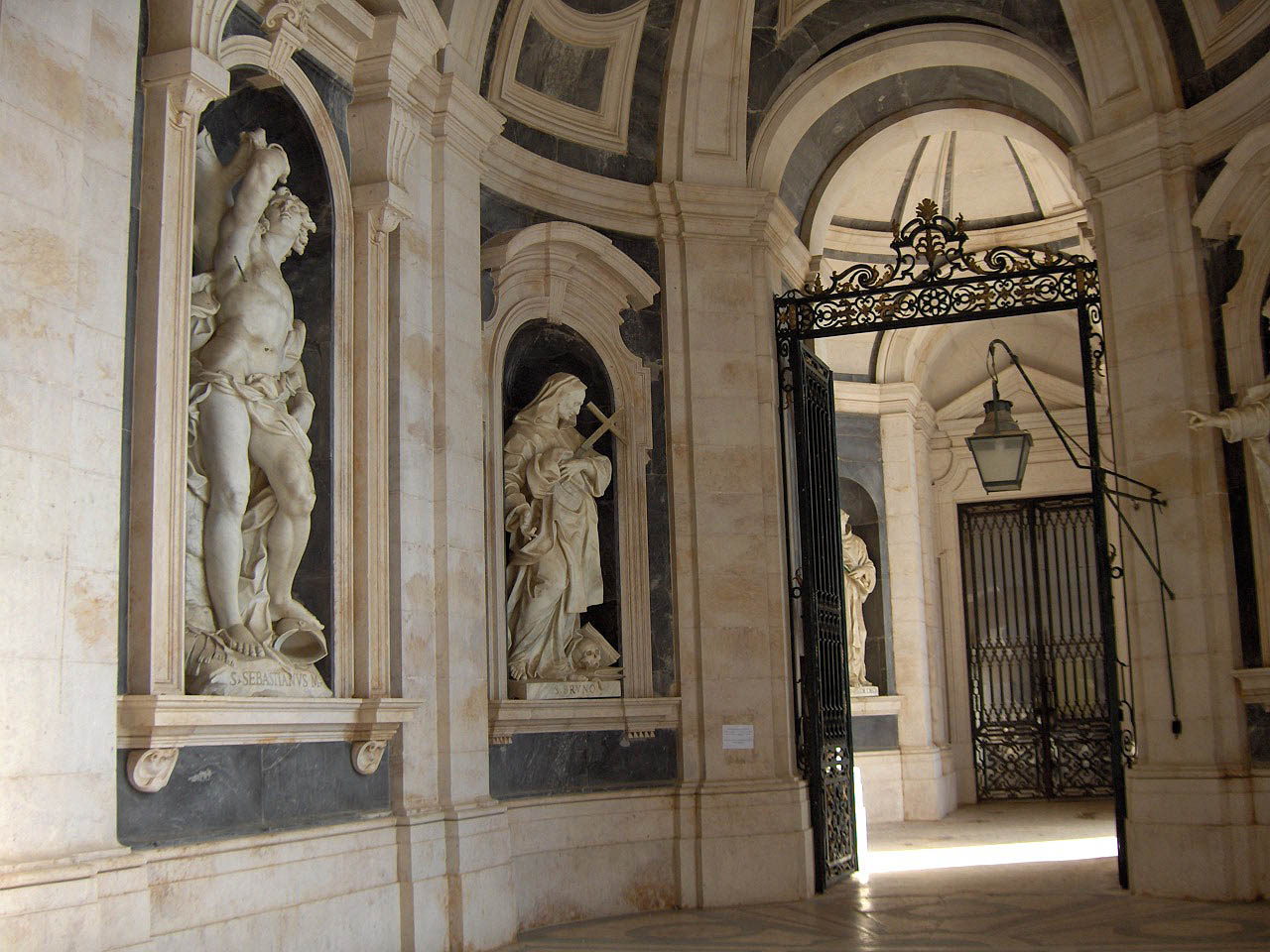
Нартекс базиліки в палаці Мафра
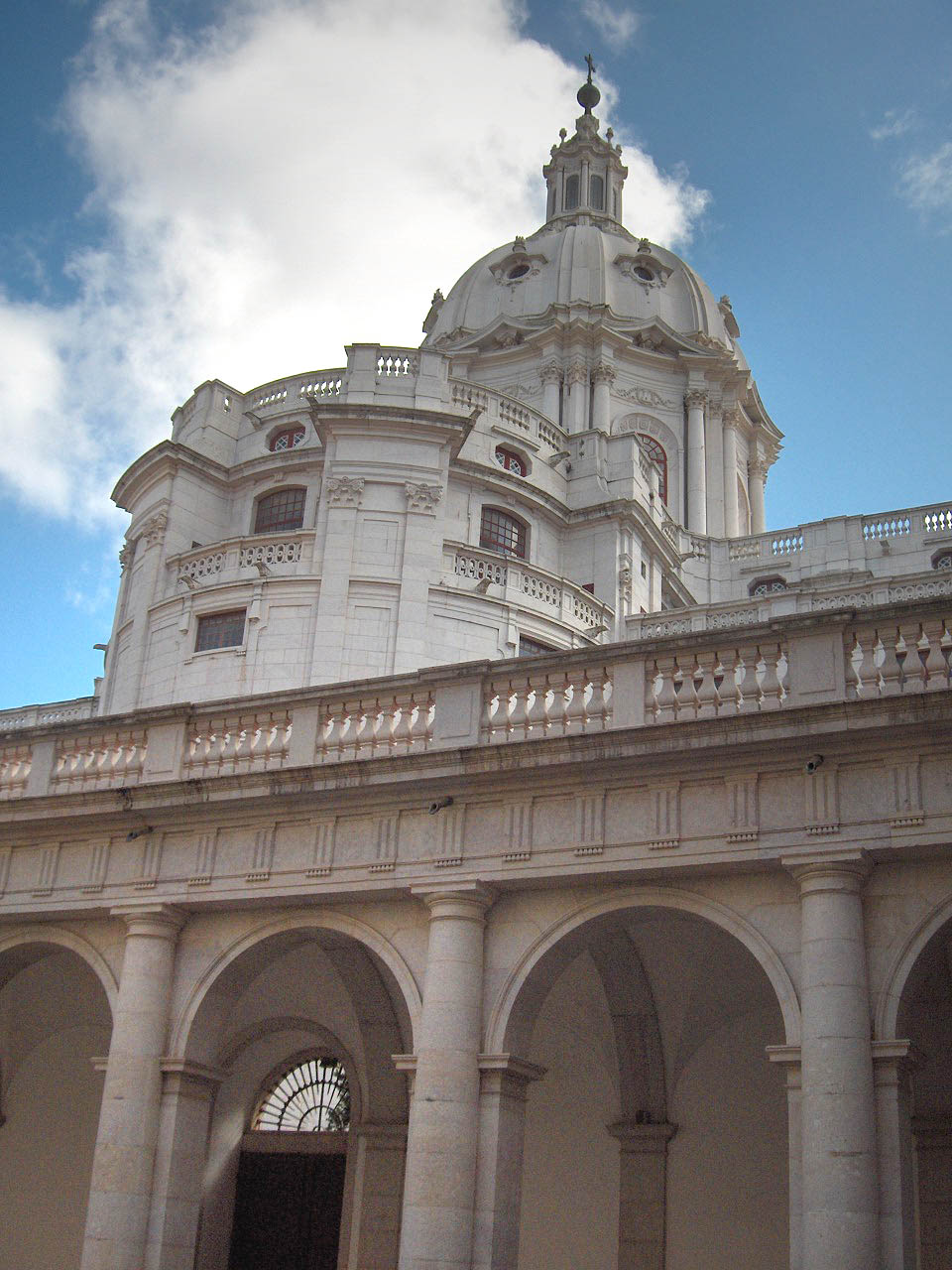
Мафра, внутрішній дворик і галерея
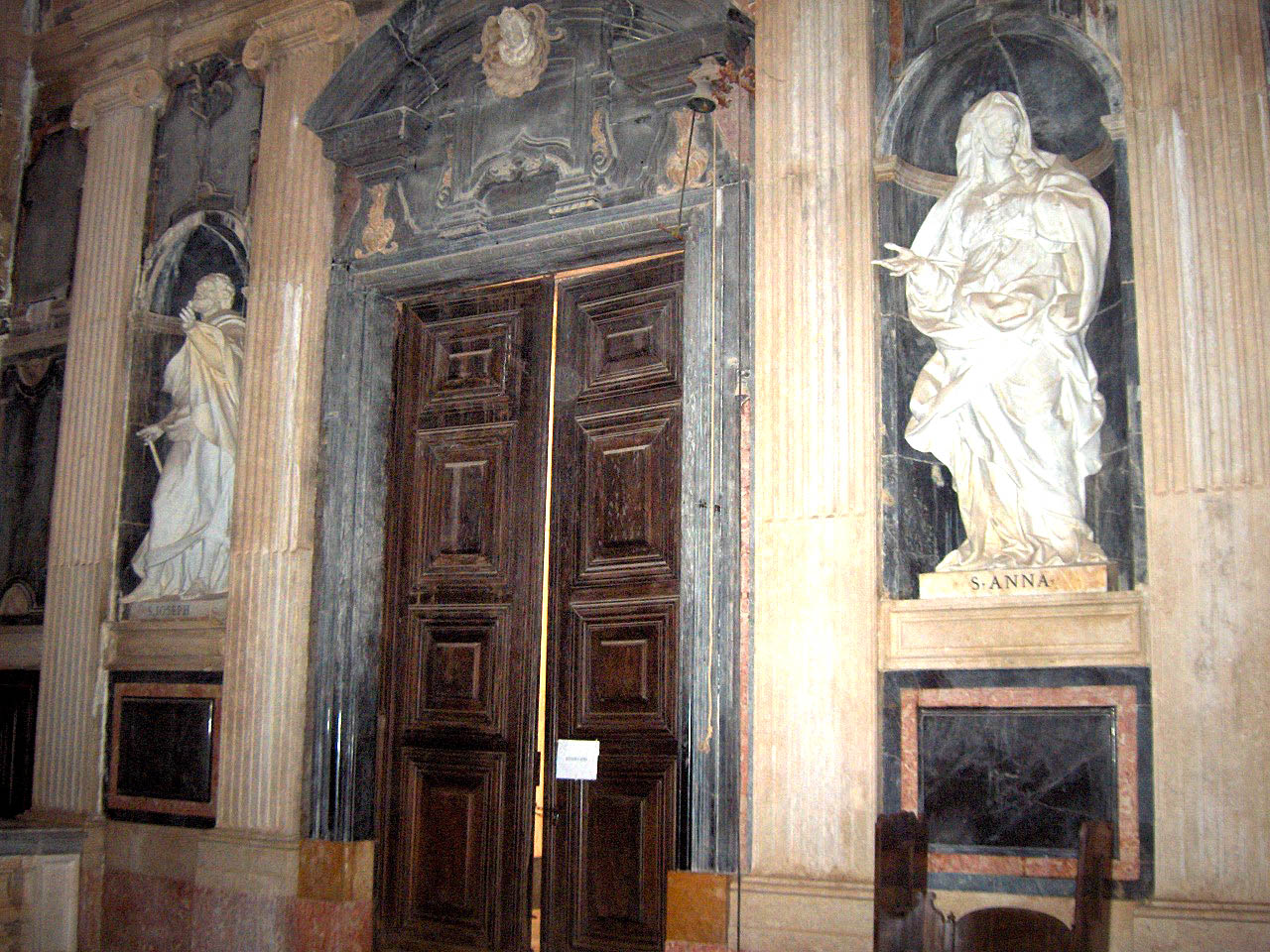
Дверний отвір і скульптури Св. Йосипа та Св. Анни
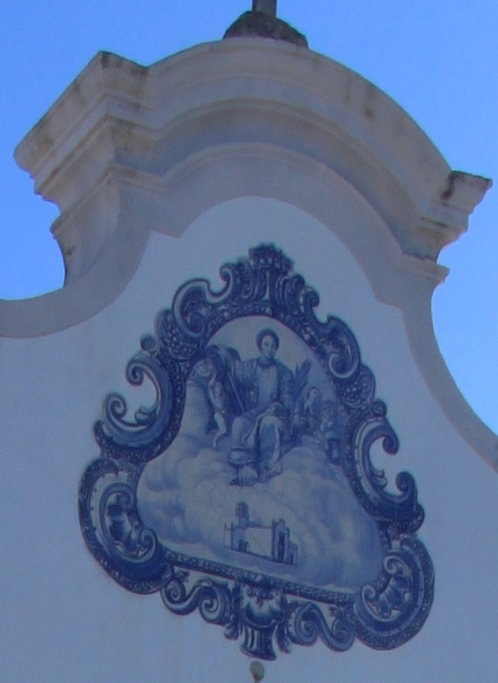
Алмансил. Головний фасад з фігурним фронтоном і сюжетним панно азулежу.
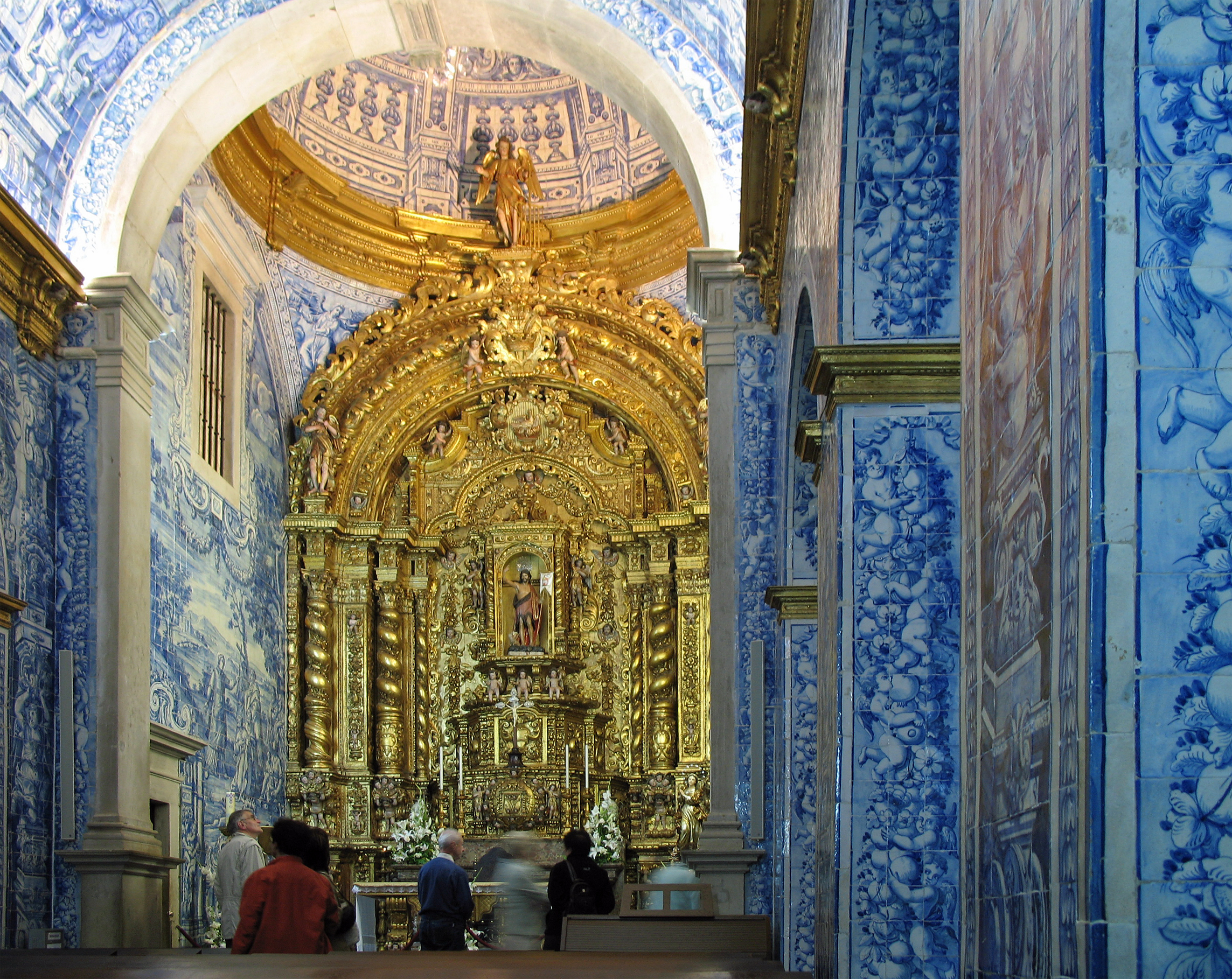
Алмансил. Церква Сан Лоренсо, головний вівтар, фото 2013 року

## Бароко в Бразилії

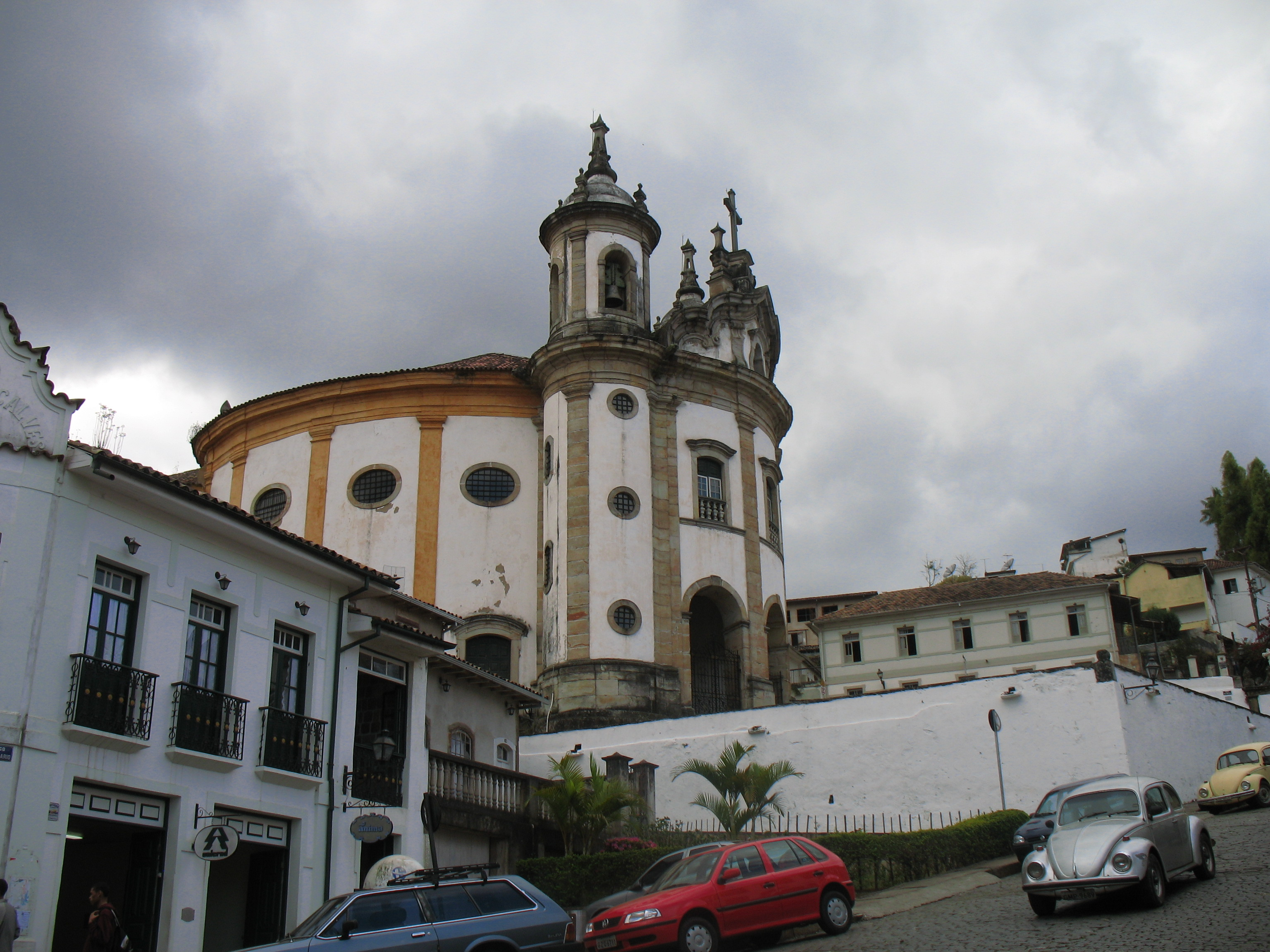
Церква Розаріо дос Ретос, 1763–1784 рр., м. Ору Прету

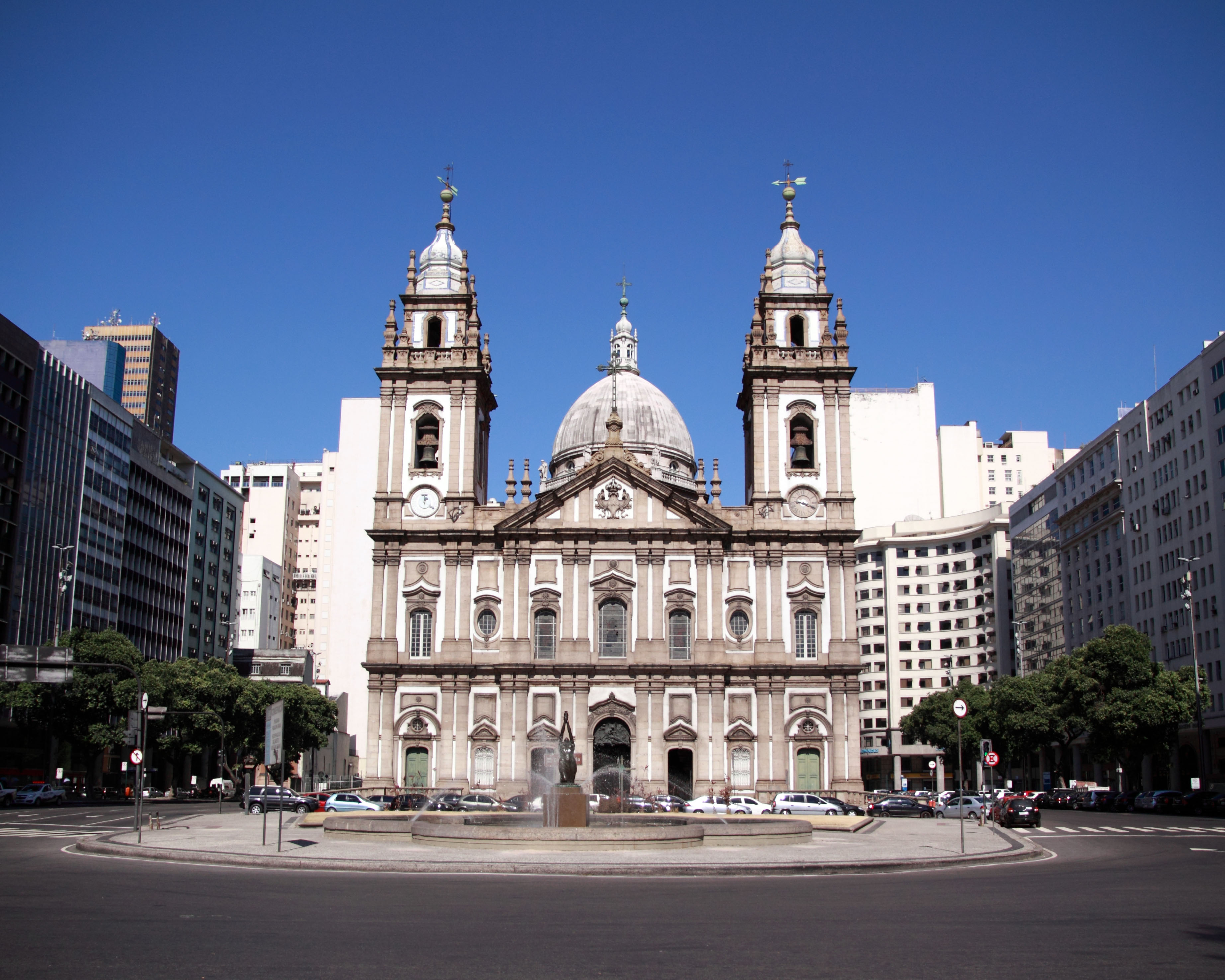
Катедральна церква, Ріо де Жанейро

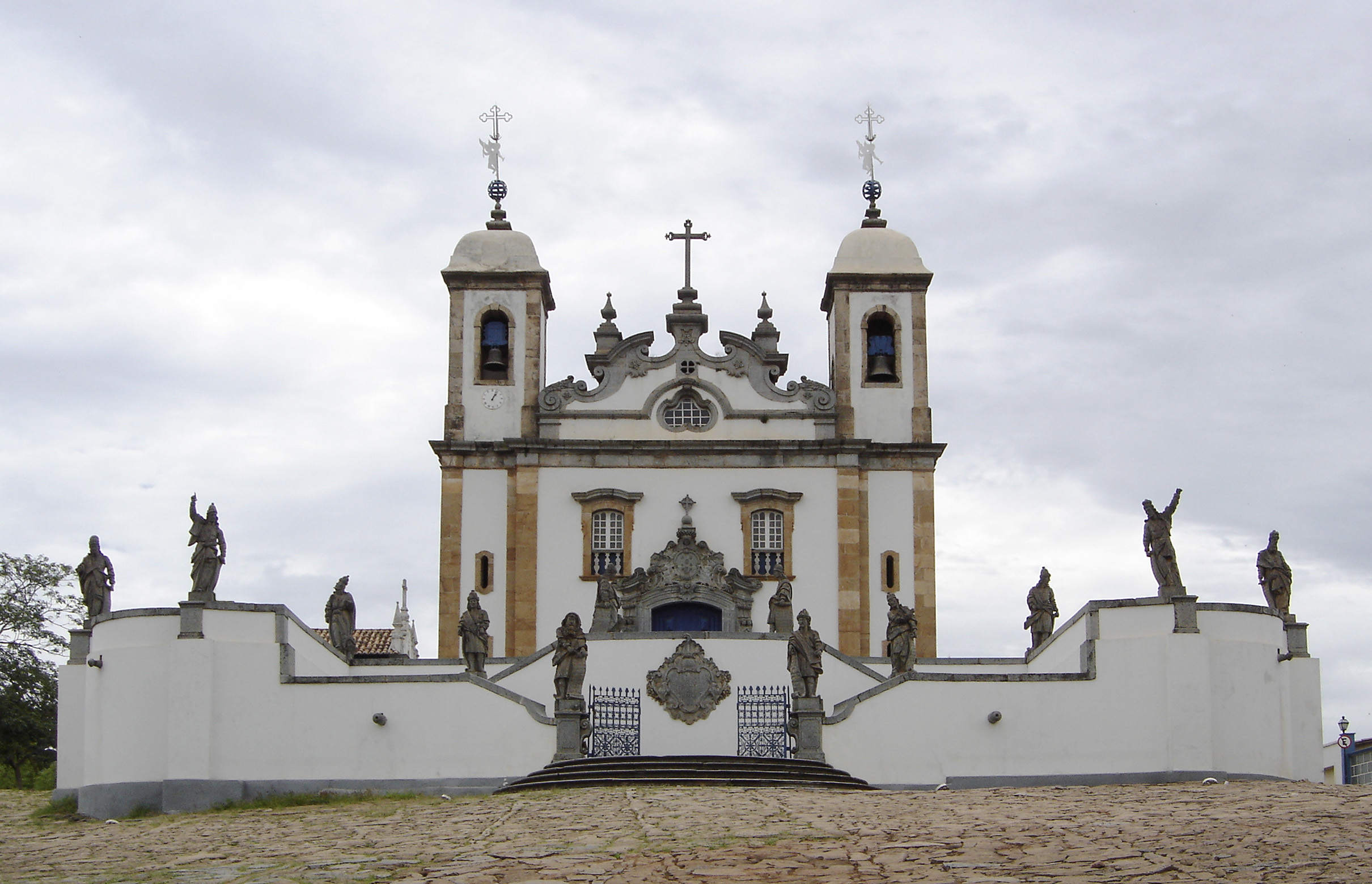
Церква Христа, м. Конгоньяс
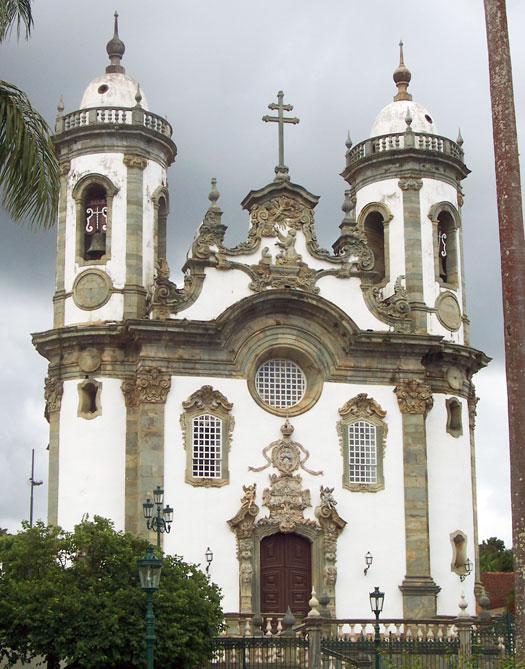
Місто Сен-Жуан-дель-Ріу.
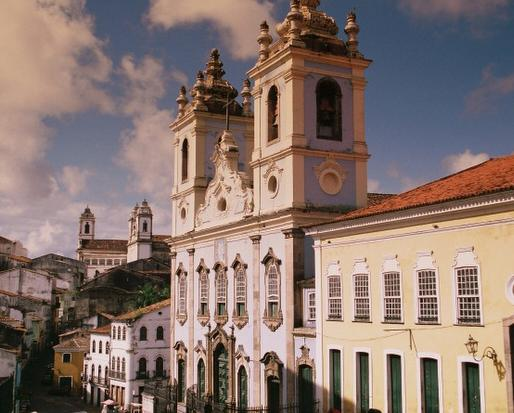
Місто Сальвадор, історичний центр колоніальної доби.
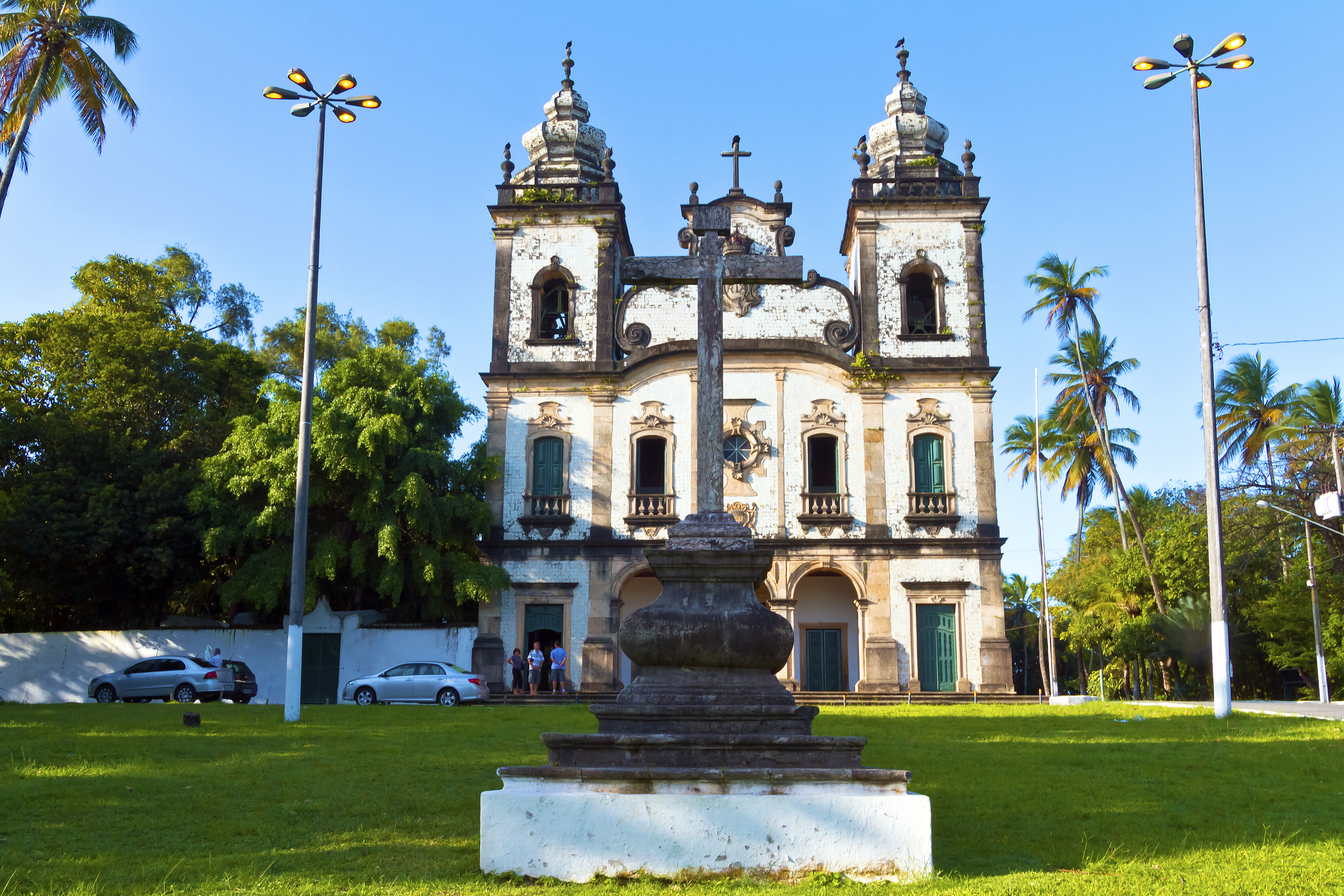
Церква Морро дос Гварарапес.
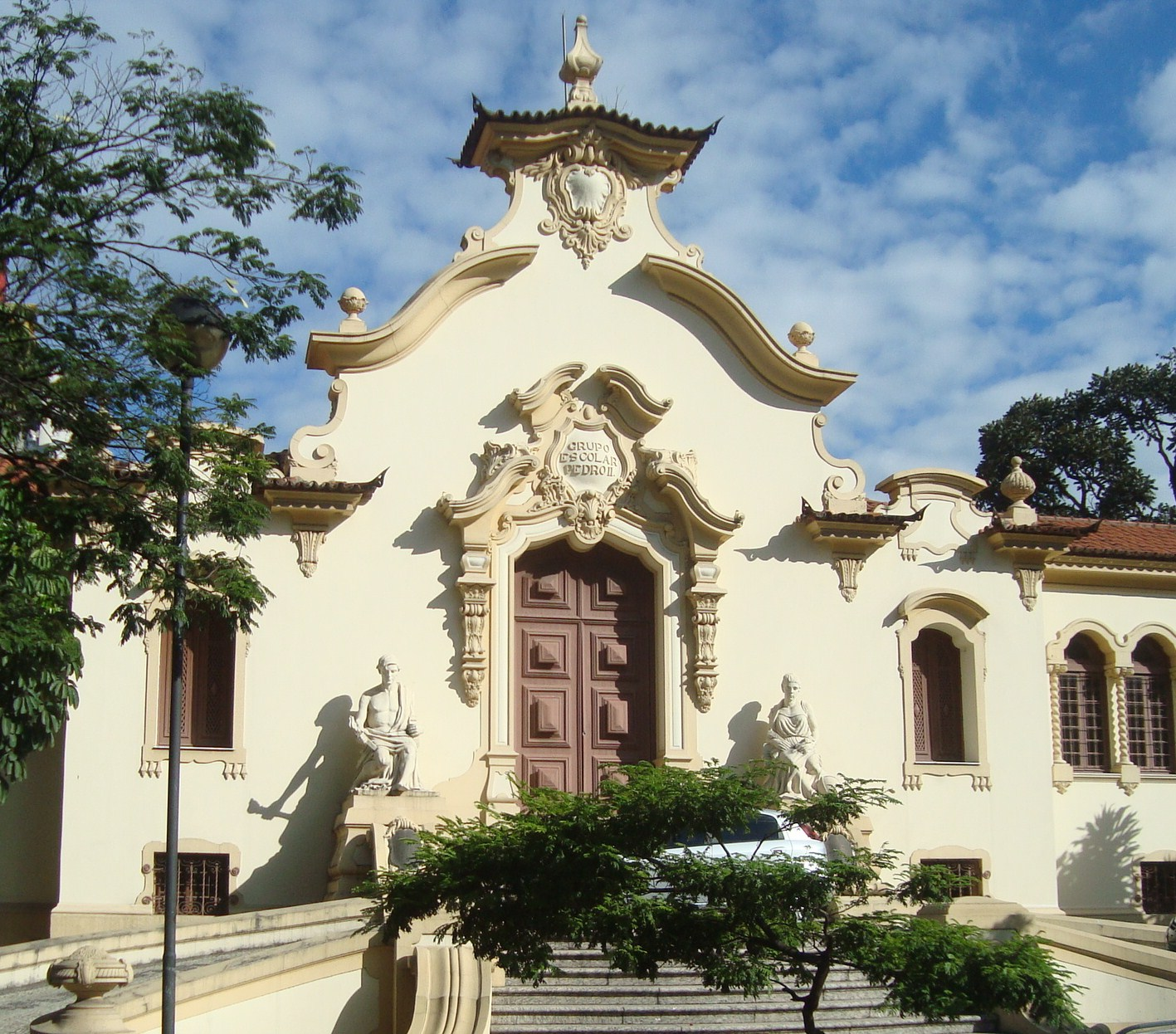
Школа дона Педро ІІ, Белу Оризонті, необароко.(Escola Estadual Dom Pedro II, em Belo Horizonte, no estilo Neocolonial).

### У Речі Посполитій

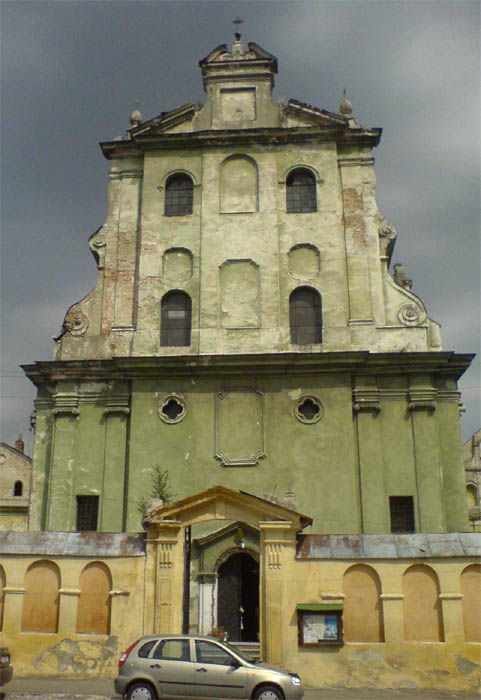
Жовква, Домініканський костел XVII ст. тепер храм святого великомученика Йосафата
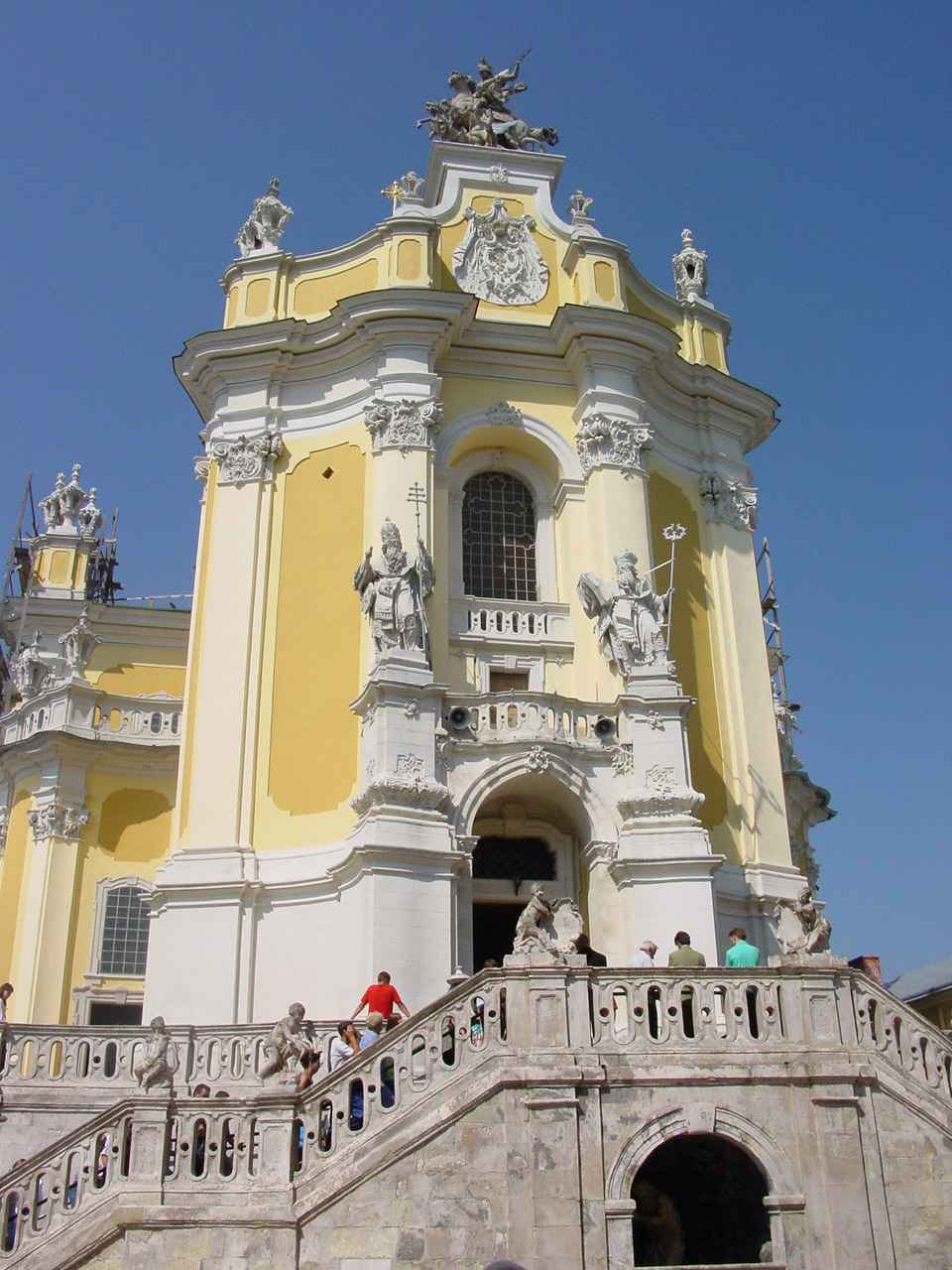
Собор святого Юра у Львові. Головний вхід у храм
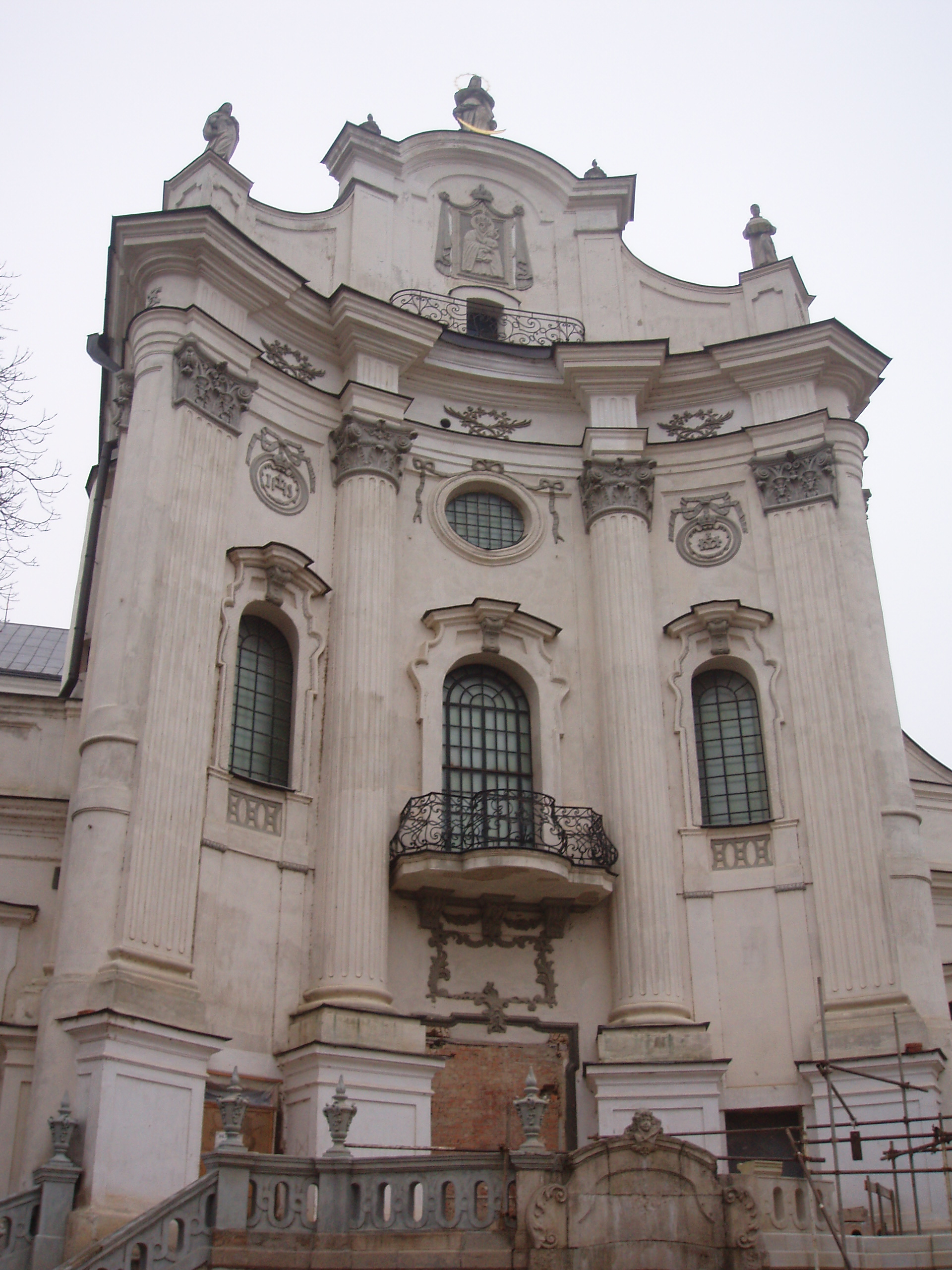
Костел Діви Марії Монастиря Кармелітів босих, Бердичів
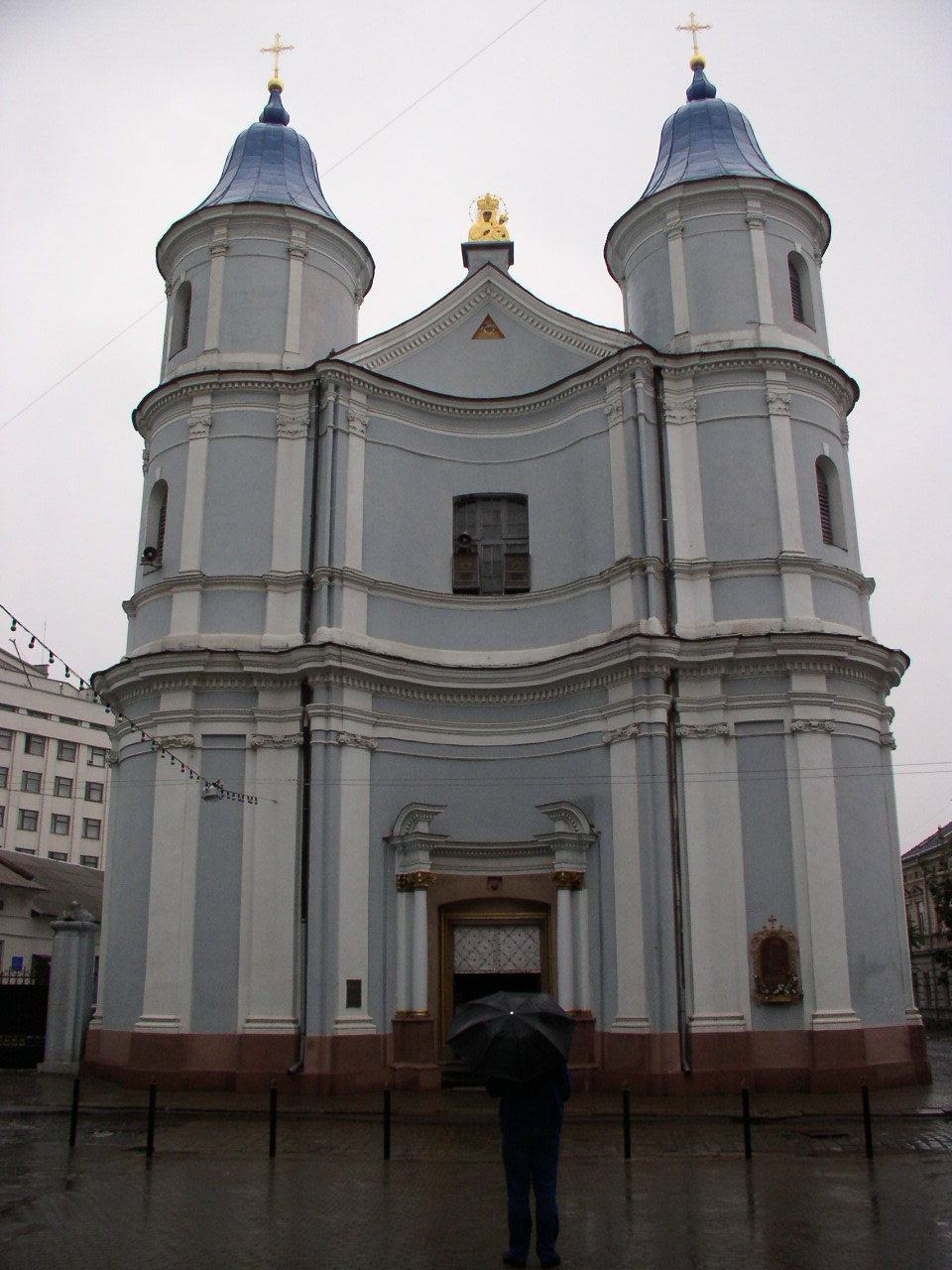
Вірменська церква (Івано-Франківськ)
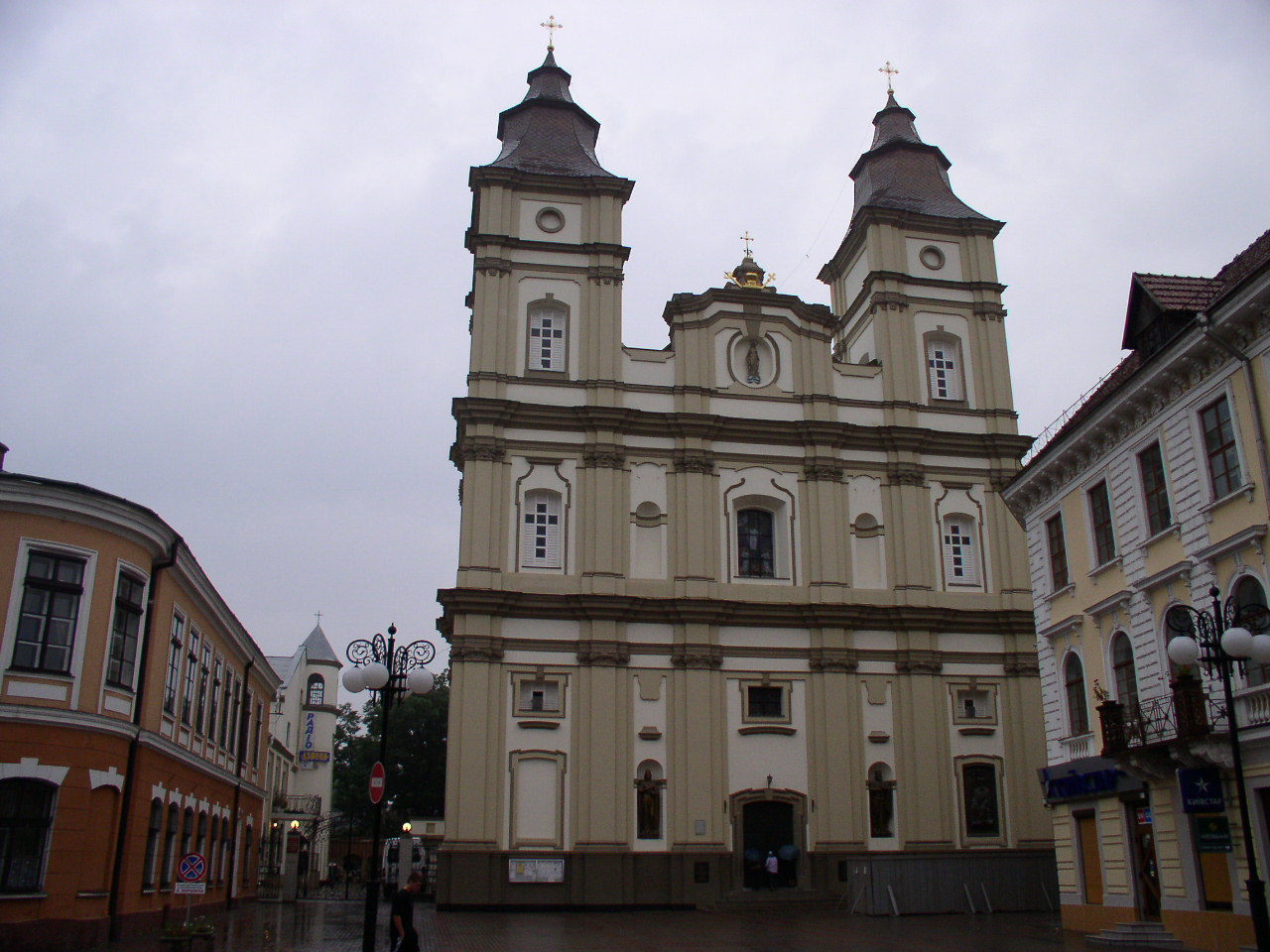
Івано-Франківськ, Собор Святого Воскресіння (катедра))
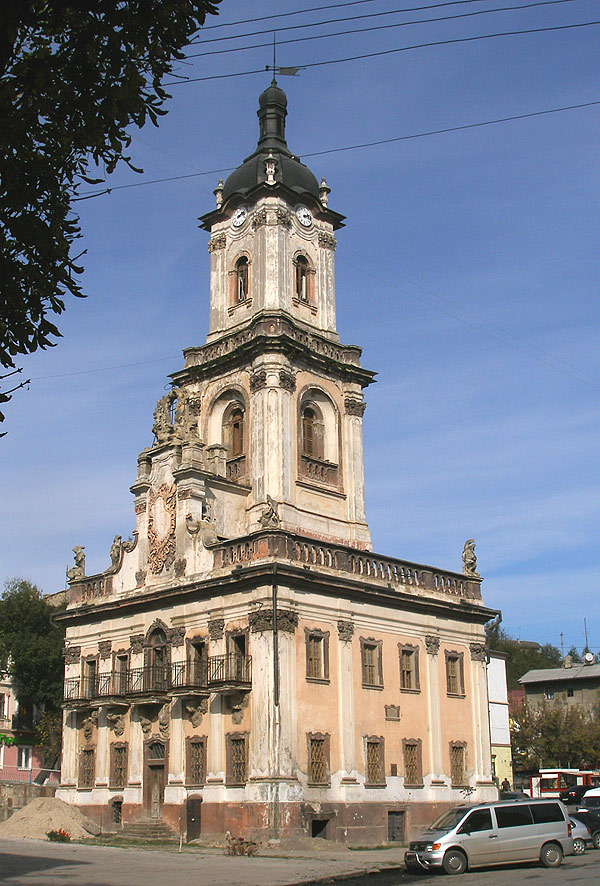
Ратуша в місті Бучач, XVIII ст.
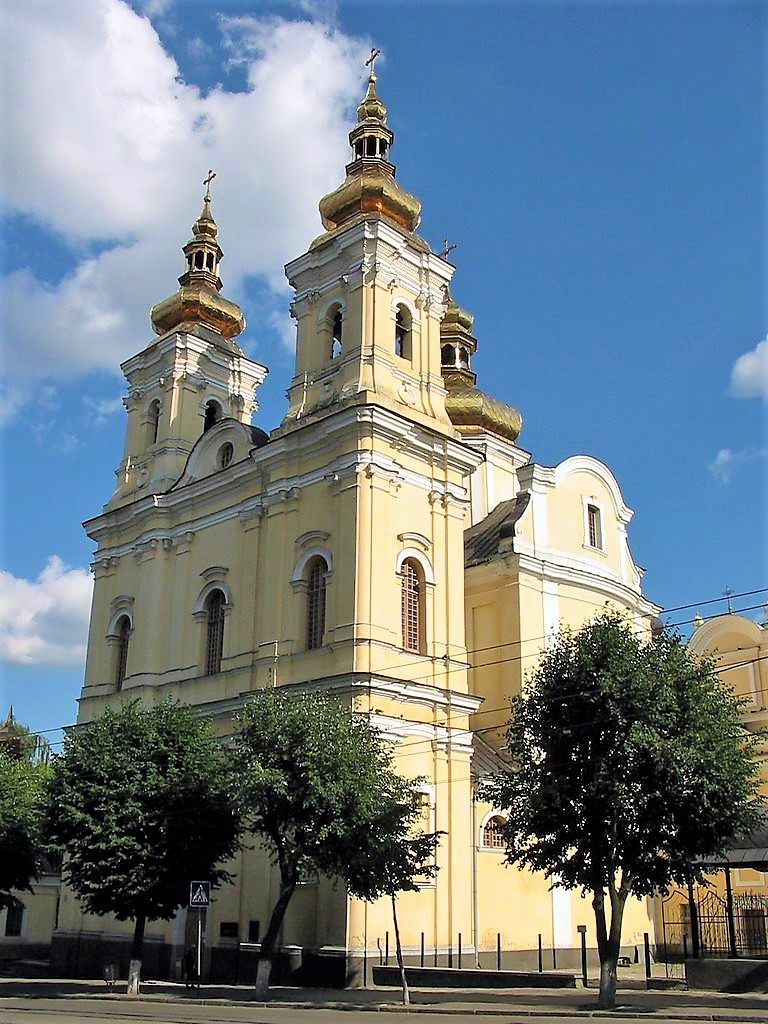
Домініканський костел (нині — Свято-Преображенський собор). XVIII ст., Вінниця, віленське бароко
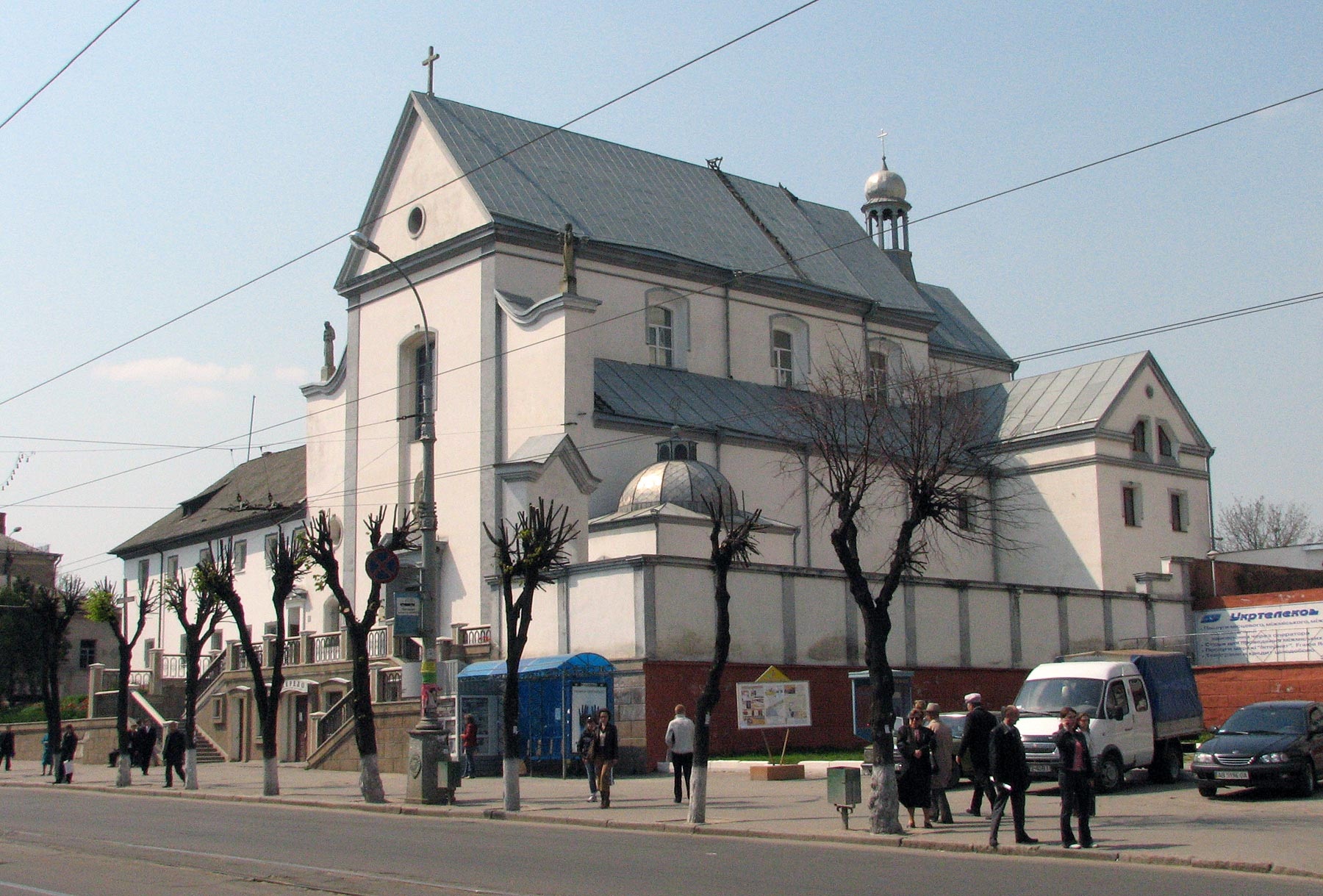
Костел Святої Діви Марії Ангельської у Вінниці, тосканське бароко

### У Гетьманщині та Слобідській Україні

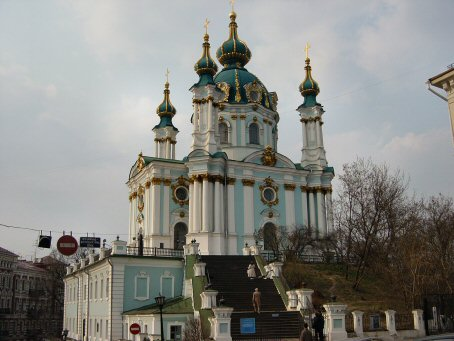
Андріївська церква, Київ, єлизаветинське бароко
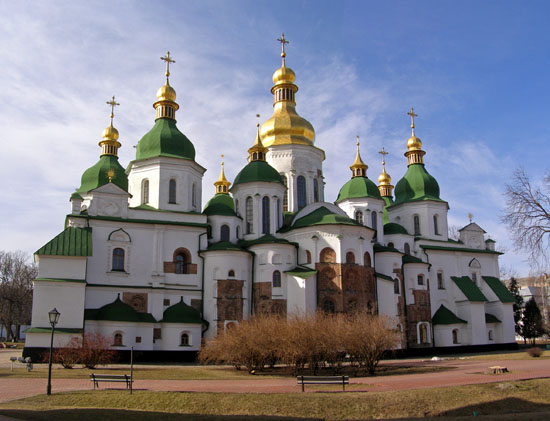
Софійський собор, Київ, реконструкція давньоруського храму в українському бароко
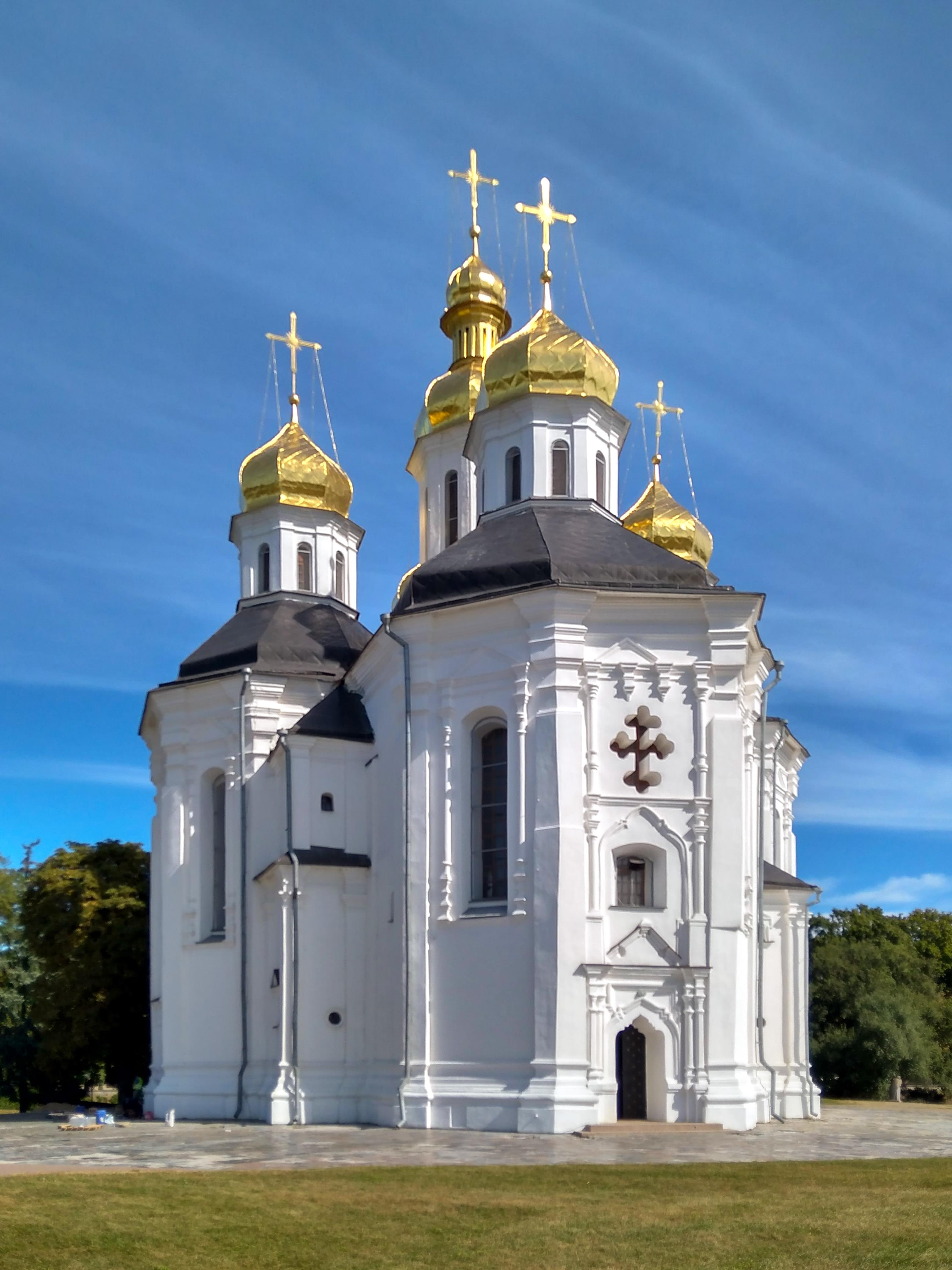
Катерининська церква у Чернігові повторює мотиви дерев'яної архітектури, українське бароко
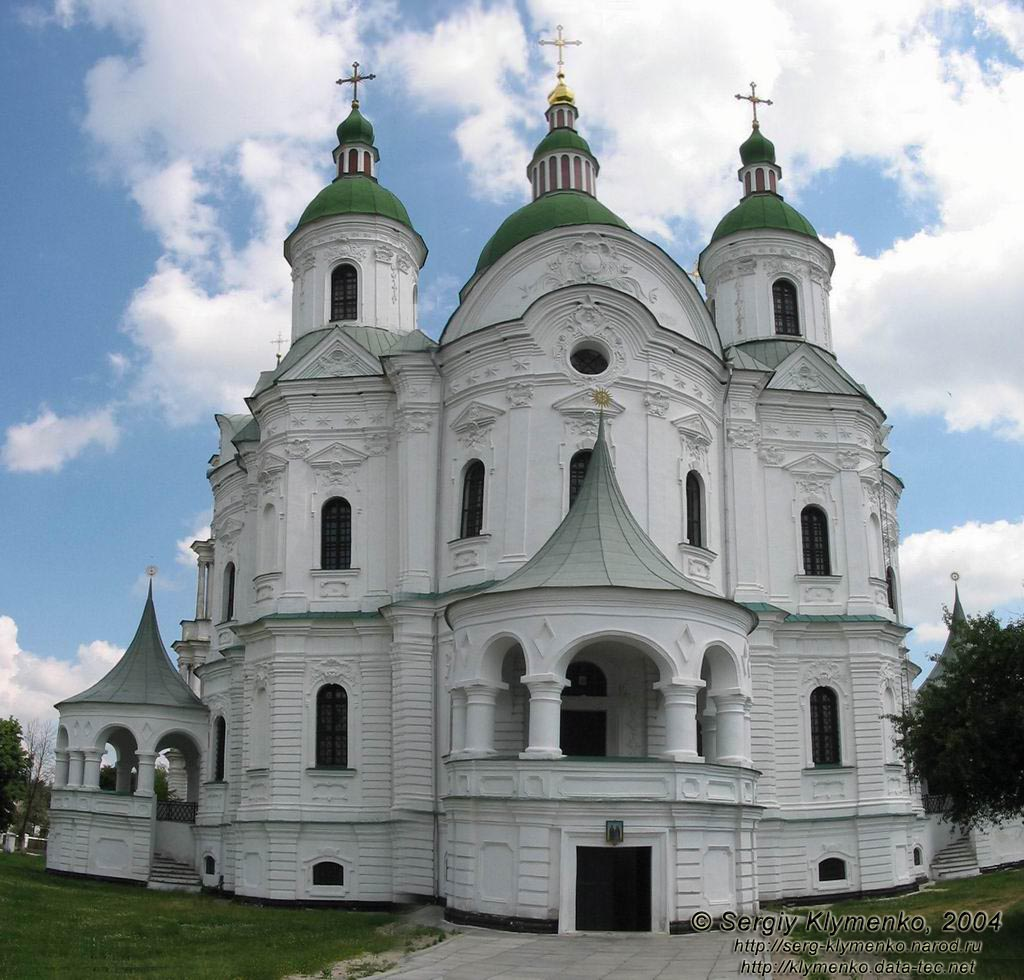
Собор Різдва Богородиці у Козельці, поєднання бароко з класицизмом та рококо
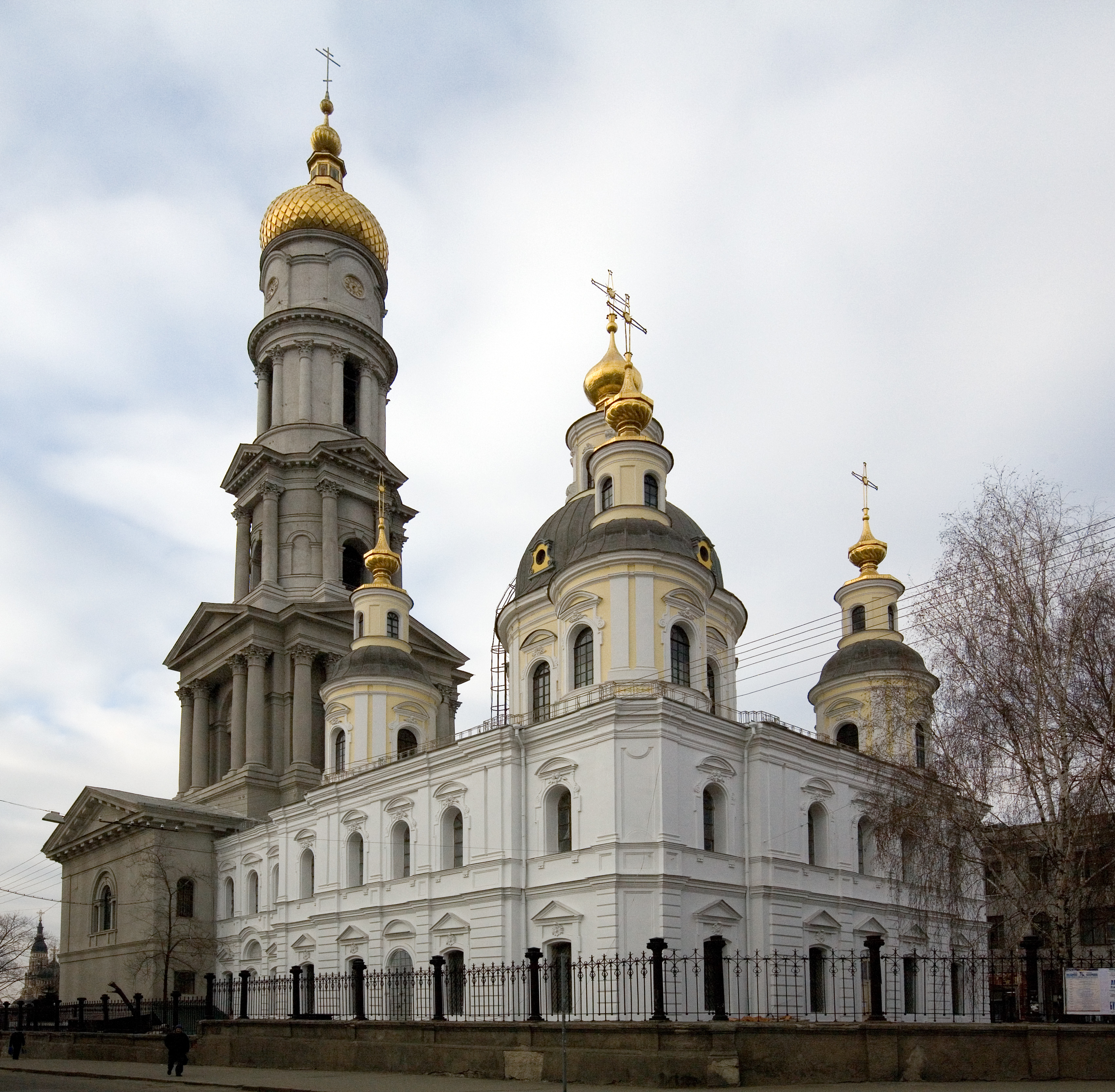
Свято-Успенський собор у Харкові, пізнє російське бароко. Дзвіниця - класицизм
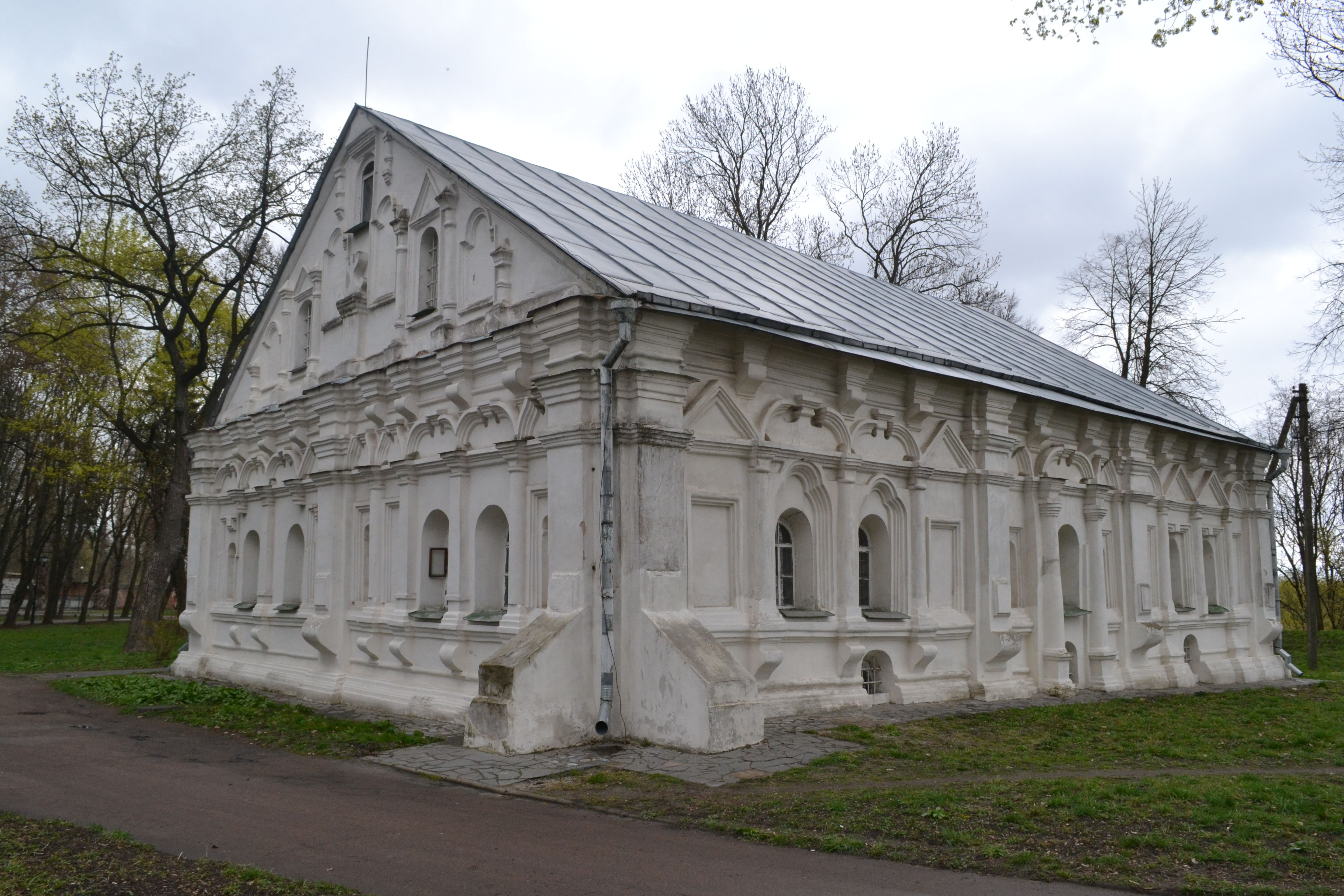
Буди́нок Черні́гівської полково́ї канцеля́рії (Будинок Мазепи), Чернігів